# Haldenbach (Rems, Endersbach)
Der Haldenbach ist ein selbst nur knapp 3 km, zusammen mit seinem längeren linken Oberlauf ein etwa 11 km langer Bach, der beim Stadtteil Endersbach von Weinstadt von links in die Rems mündet. Er entsteht aus dem Zusammenfluss seiner beiden Oberläufe, des linken Stettener Haldenbachs und des rechten Strümpfelbachs, die beide im Schurwald entspringen.

## Geographie

### Oberläufe

#### Stettener Haldenbach
Der linke Hauptoberlauf Stettener Haldenbach des Haldenbachs entspringt westlich des Dorfes Aichschieß der Gemeinde Aichwald auf einer Höhe von ca. 461 m ü. NHN.
Er fließt anfangs im Schurwald nordwestwärts und wendet sich nach Austritt aus dem geschlossenen Waldgebiet in seiner Talbucht zwischen dem Kernen (512,7 m ü. NHN) links und dem Sporn des Höhenrückens bei Lobenrot (474,3 m ü. NHN) rechts unter Weinbergen an den Unterhängen auf nordöstlichen Lauf, dort längstenteils durch das Dorf Stetten im Remstal. An dessen folgendem Wohnplatz Seemühle vereint er sich auf 245,8 m ü. NHN mit dem rechten Strümpfelbach zum Haldenbach.
Der Stettener Haldenbach endet nach 8,3 km langem Lauf mit mittlerem Sohlgefälle von etwa 26 ‰ rund 215 Höhenmeter unterhalb seiner Quelle, er spendet dem Haldenbach ein 12,8 km² großes Teileinzugsgebiet.
Auf seinen ersten etwa vier Kilometern bis wenig vor seinem Waldaustritt trennt der Stettener Haldenbach das Stadtgebiet von Esslingen am linken Ufer vom Gemeindegebiet von Aichwald am rechten. Am unteren Abschnitt fließt er durch das Dorf Stetten von Kernen abschnittsweise verdolt (seit 1952).
Neben dem Haldenbach befindet sich die Kläranlage Haldenbach.
Um 1700 wurden vom Bach zwei Mühlkanäle abgeleitet. Der Mühlkanal an der Seemühle existiert noch, der an der Dorfmühle hingegen nicht mehr.

Stettener Haldenbach
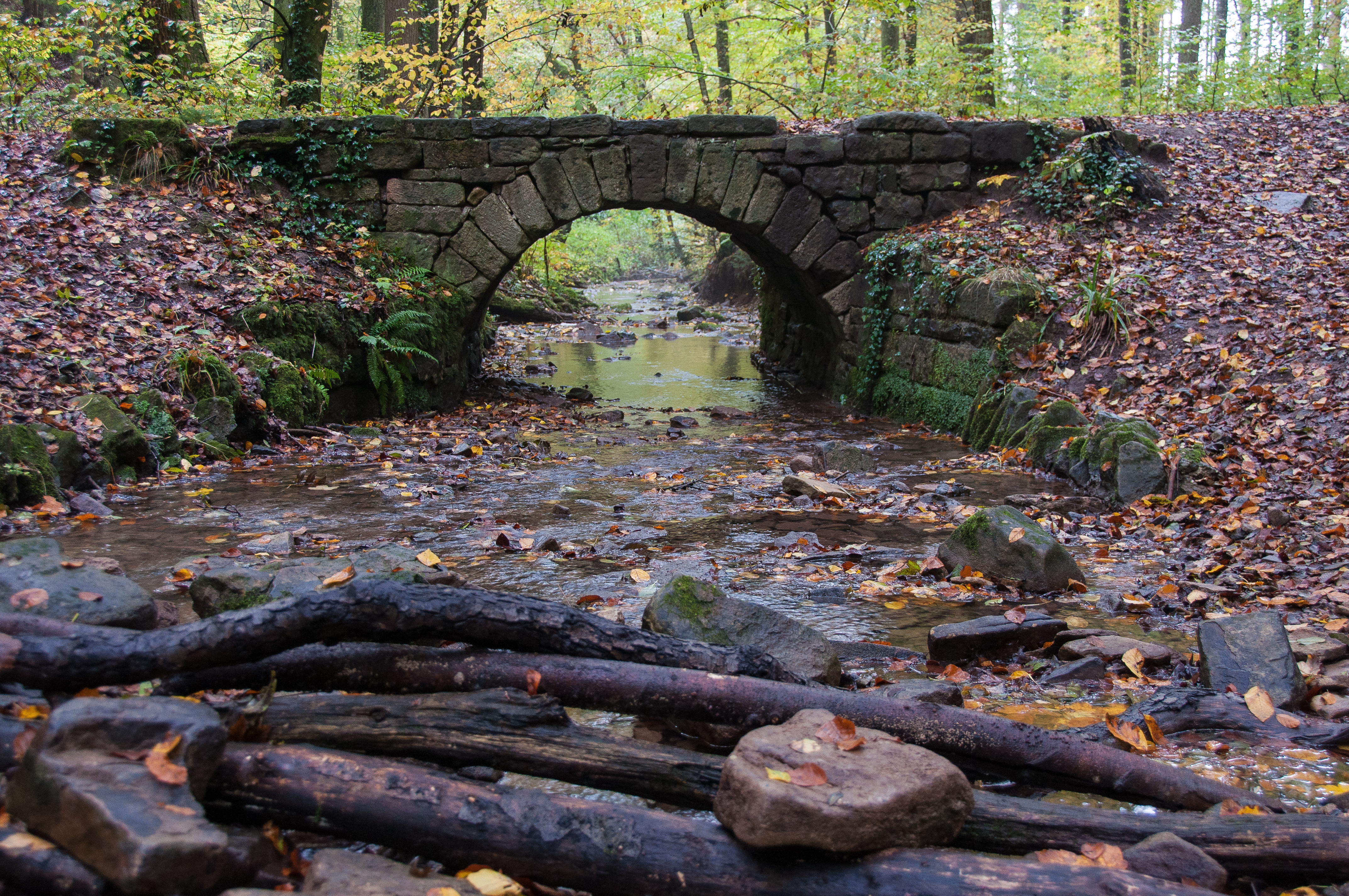
Steinbrücke im Naturschutzgebiet
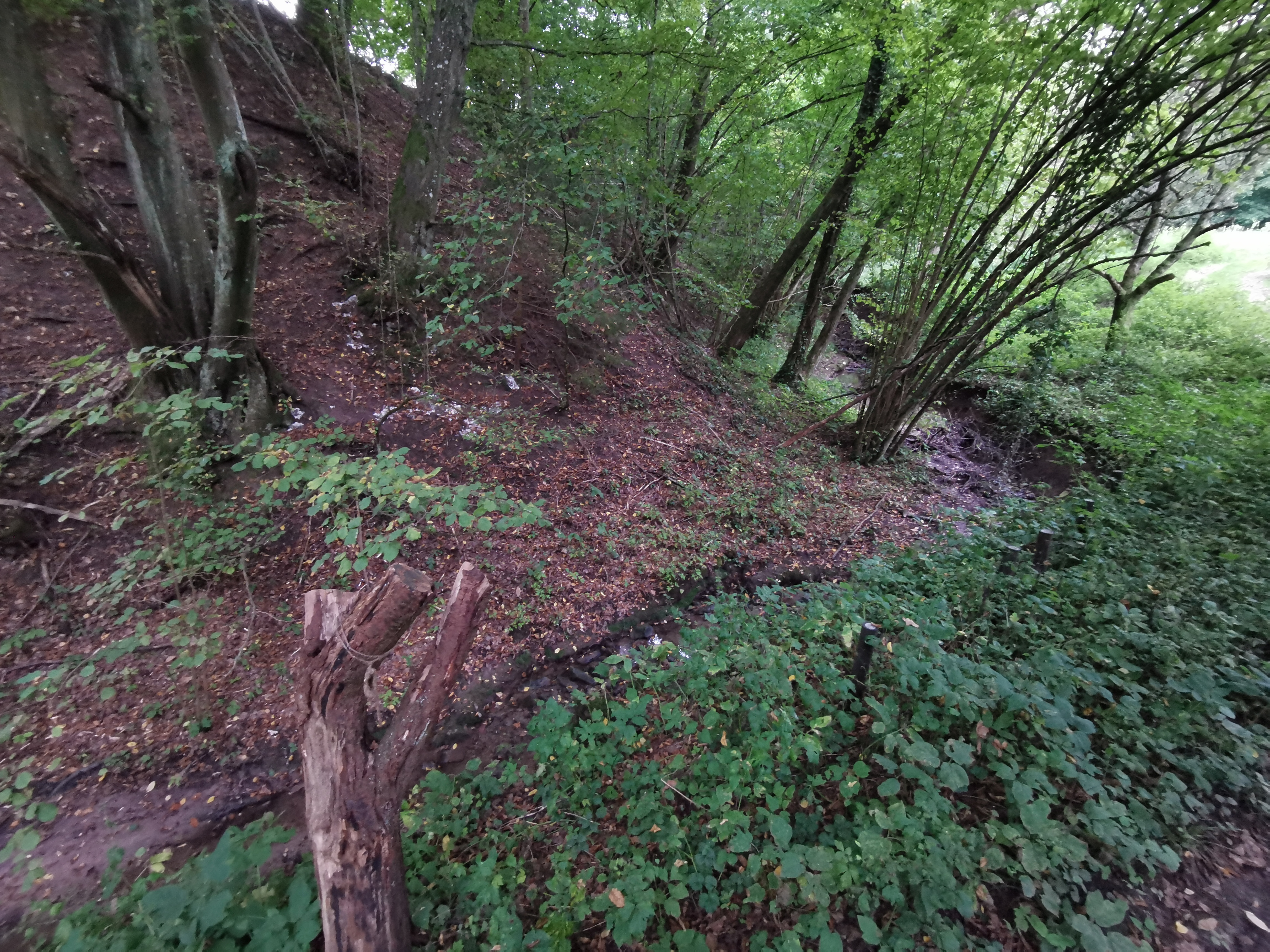
Mönchswiesenbach (Zufluss des Haldenbachs)
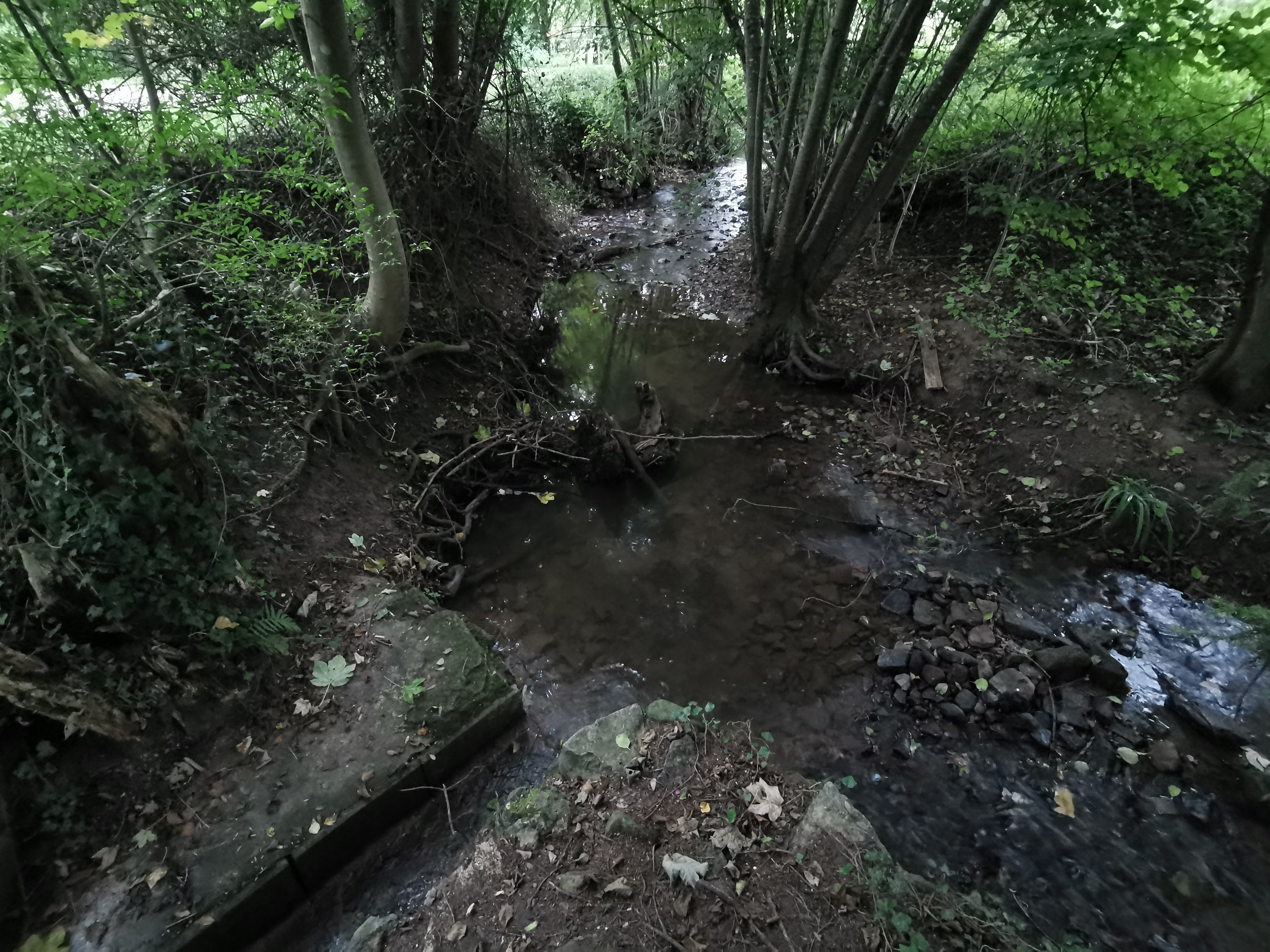
Zusammenfluss von Stettener Haldenbach und Mönchswiesenbach
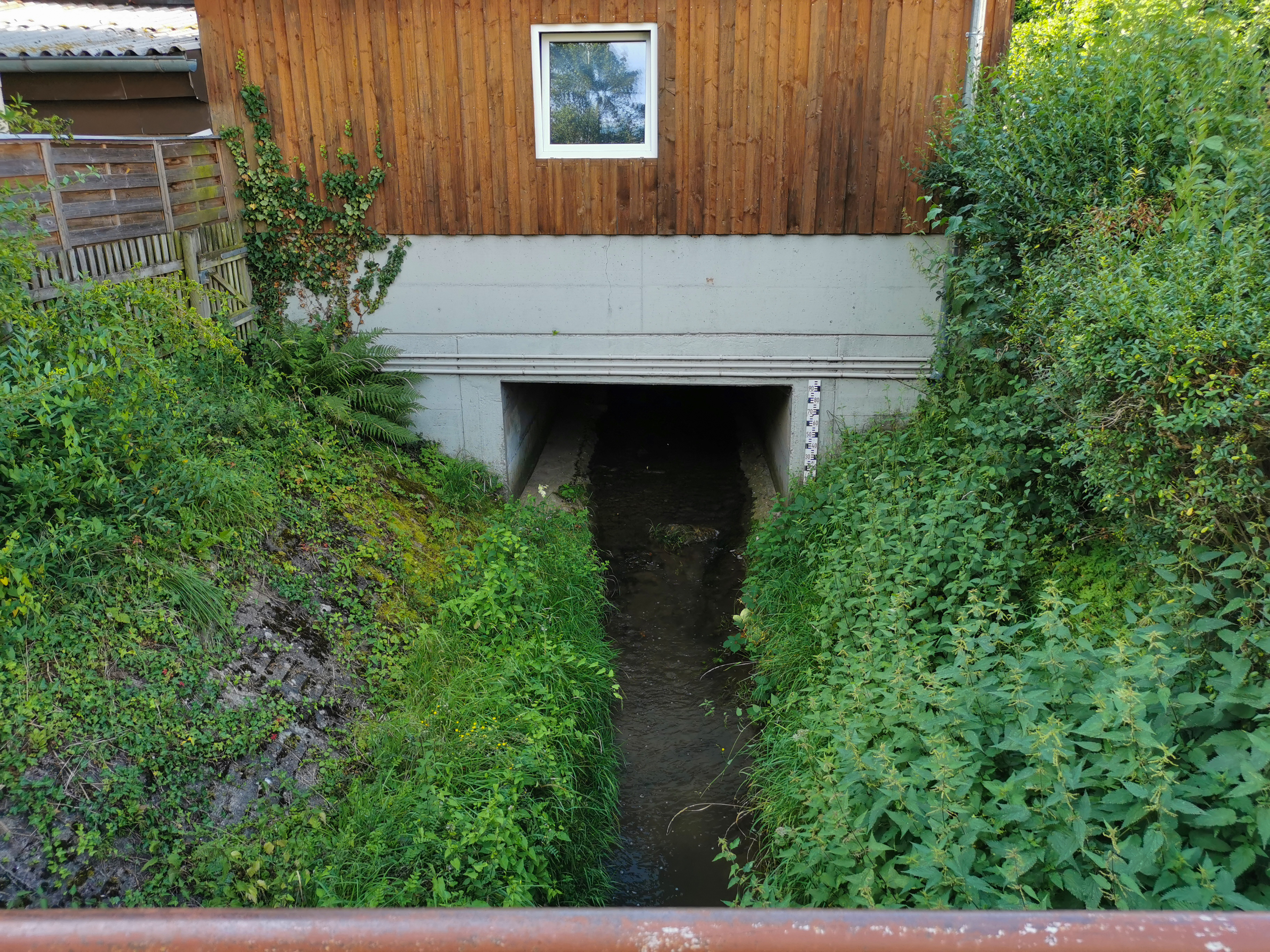
Dole des Stettener Haldenbachs mit Pegelskala
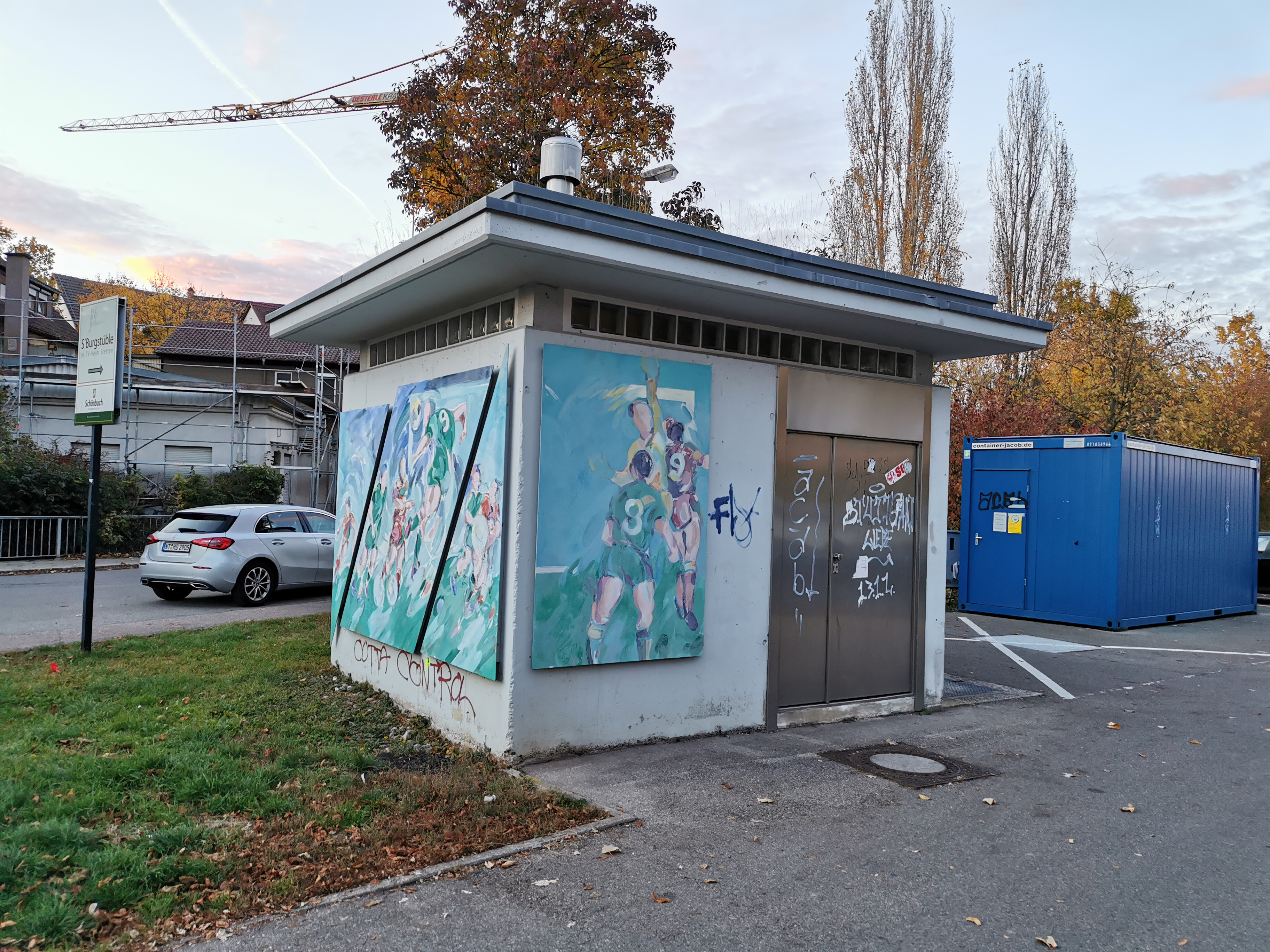
Zugang zum unterirdischen Regenüberlaufbecken
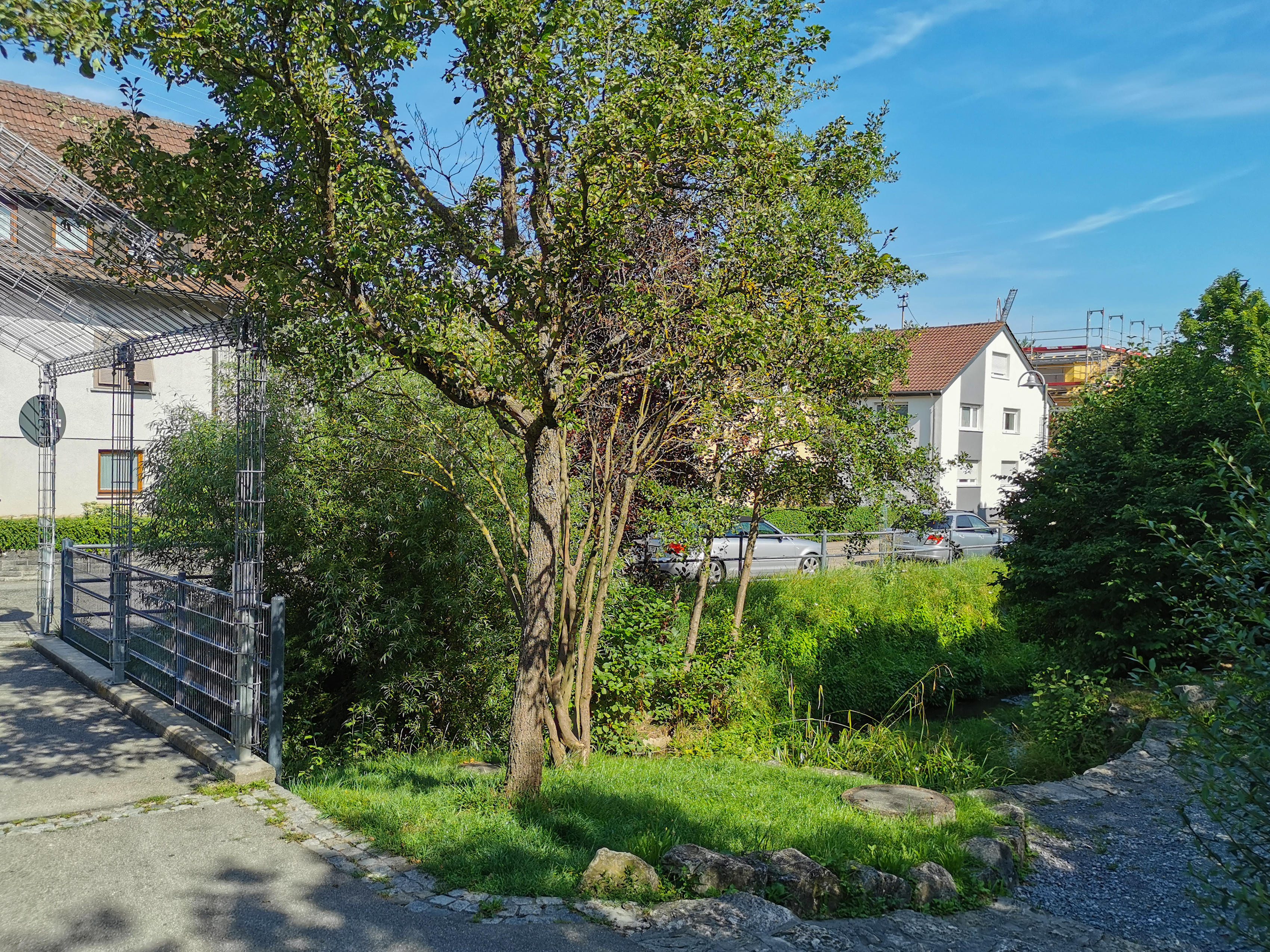
Bach nahe der Stettener Feuerwehr
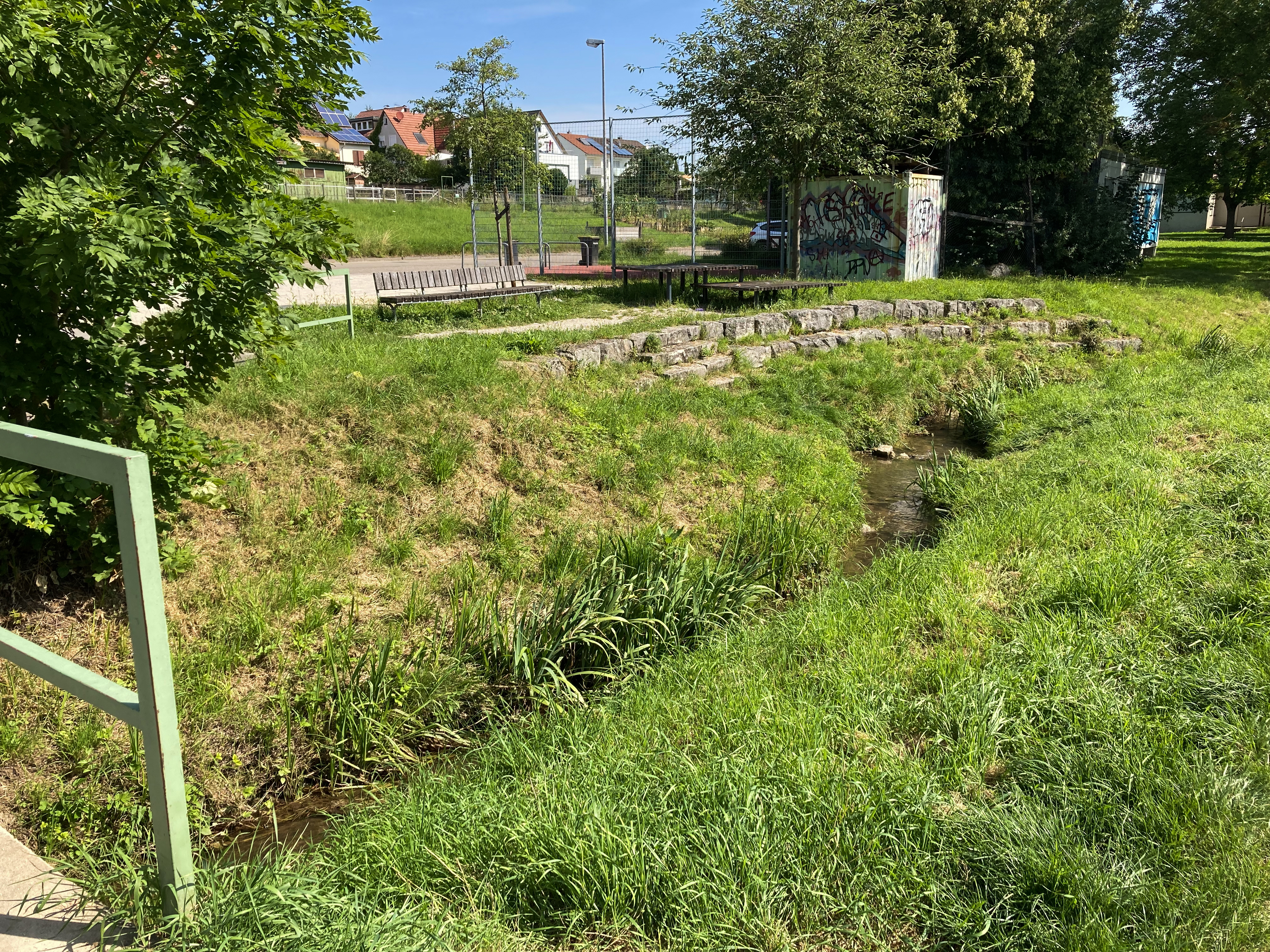
Bach innerhalb von Stetten
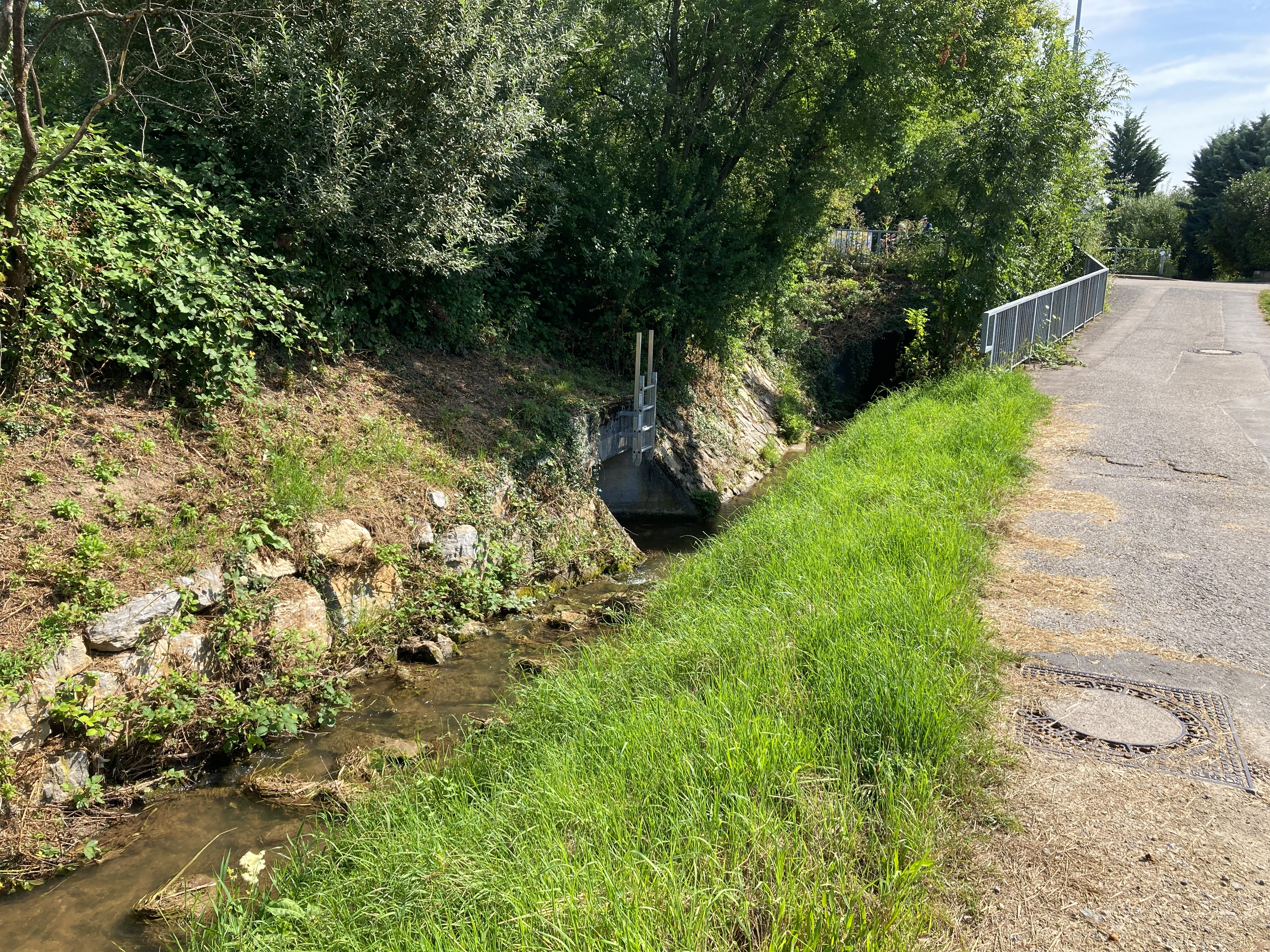
Bach an der Bühläckerstraße

#### Strümpfelbach
Der rechte Oberlauf Strümpfelbach des Haldenbachs entspringt im ebenfalls zur Gemeinde Aichwald gehörenden Schanbach wenig westlich der Kirche auf etwa 446 m ü. NHN; die Hauptstraße schlägt dort einen auffälligen Bogen um seine beginnende Talmulde. Er fließt nordostwärts in sein zunächst bewaldetes Tal ein und wendet sich dann langsam auf Nordnordwestlauf. Nach etwa einem Viertel seines Weges, etwa ab dem Wechsel auf die Stadtteilgemarkung Strümpfelbach von Weinstadt, zieht er durch eine offene Landschaft, unter Weinbergen rechts und Obstgärten links an den Unterhängen entlang. Dabei durchquert er lange und abschnittsweise verdolt den Weinbauort Strümpfelbach selbst. Für seine letzten etwa 0,3 km wechselt er auf Kerner Gemarkung über und fließt dann an der Seemühle mit dem Stettener Haldenbach zusammen.
Der Strümpfelbach endet nach 5,9 km langem Lauf mit mittlerem Sohlgefälle von etwa 34 ‰ rund 200 Höhenmeter unterhalb seiner Quelle, er spendet dem Haldenbach ein 9,3 km² großes Teileinzugsgebiet.

Strümpfelbach
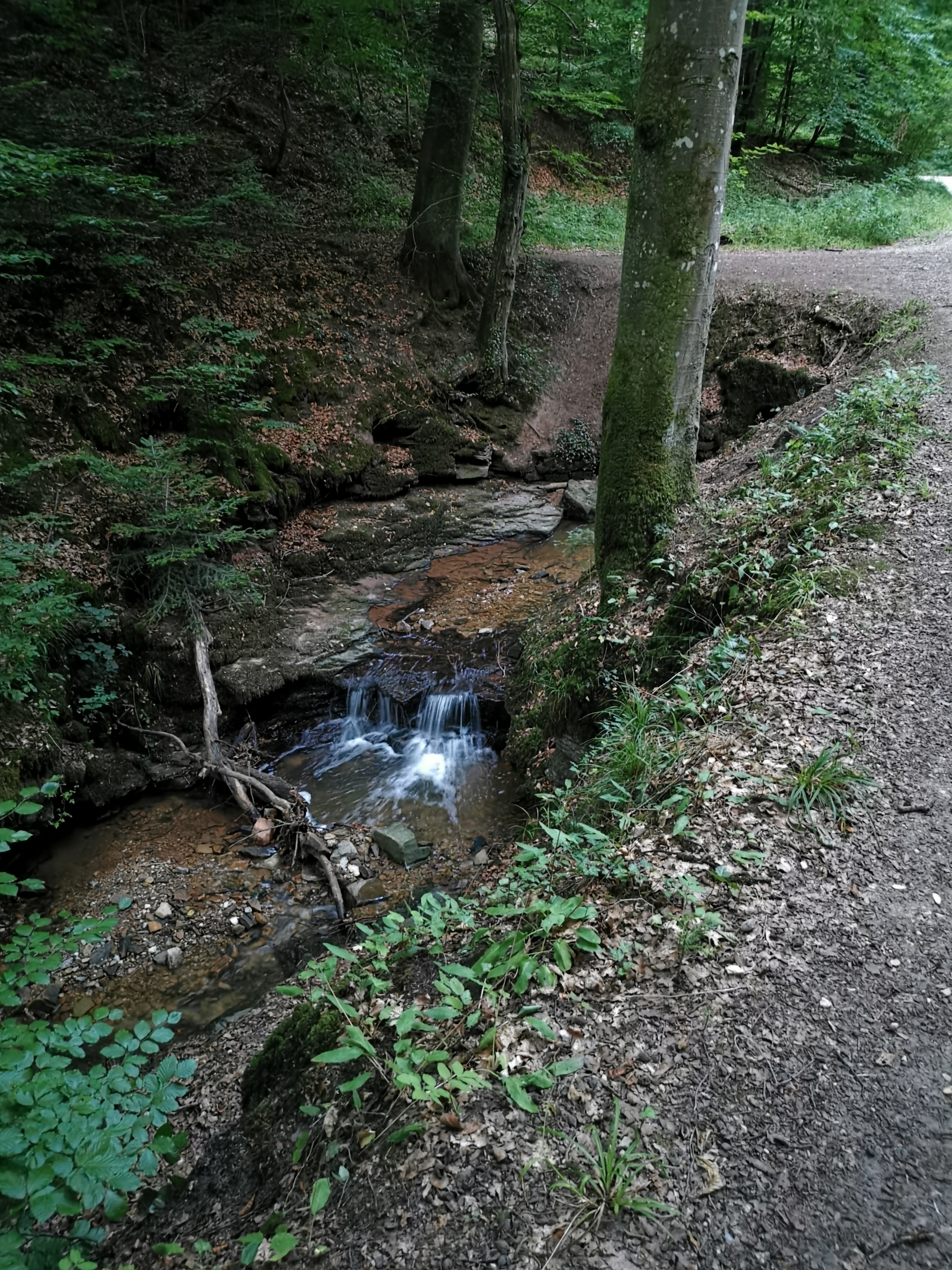
Kleiner Wasserfall
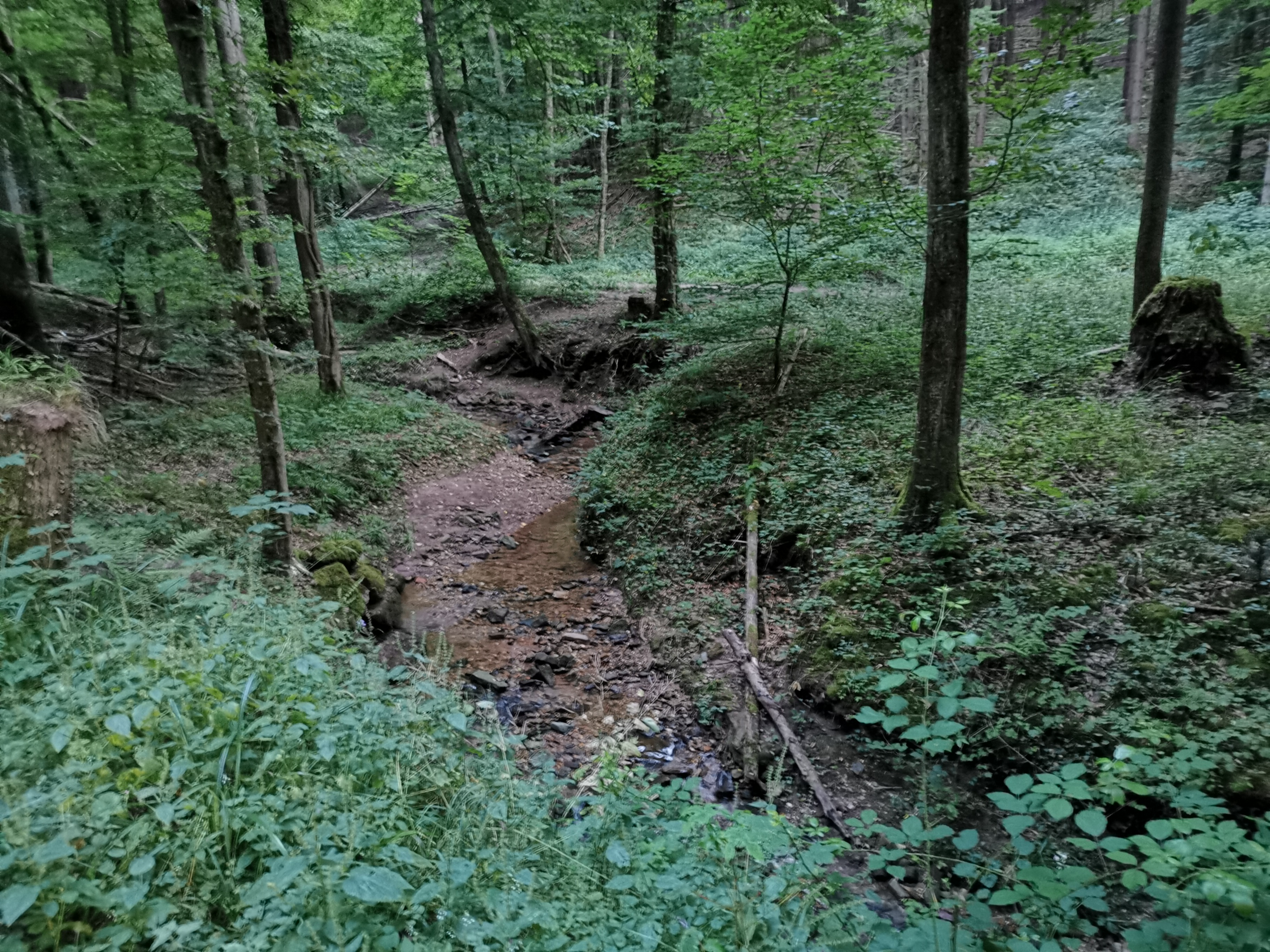
Bachlauf im Wald
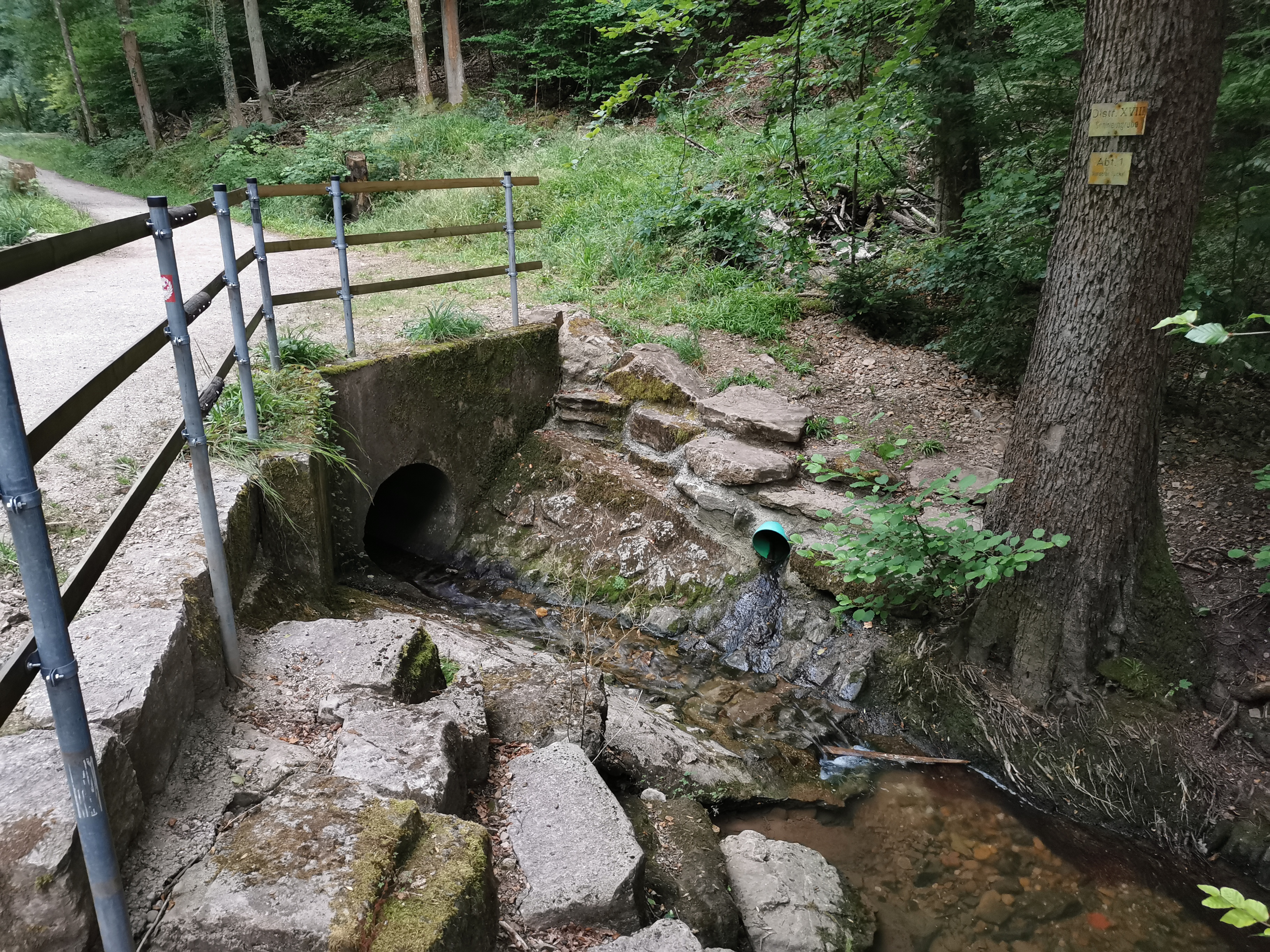
Dole im Wald
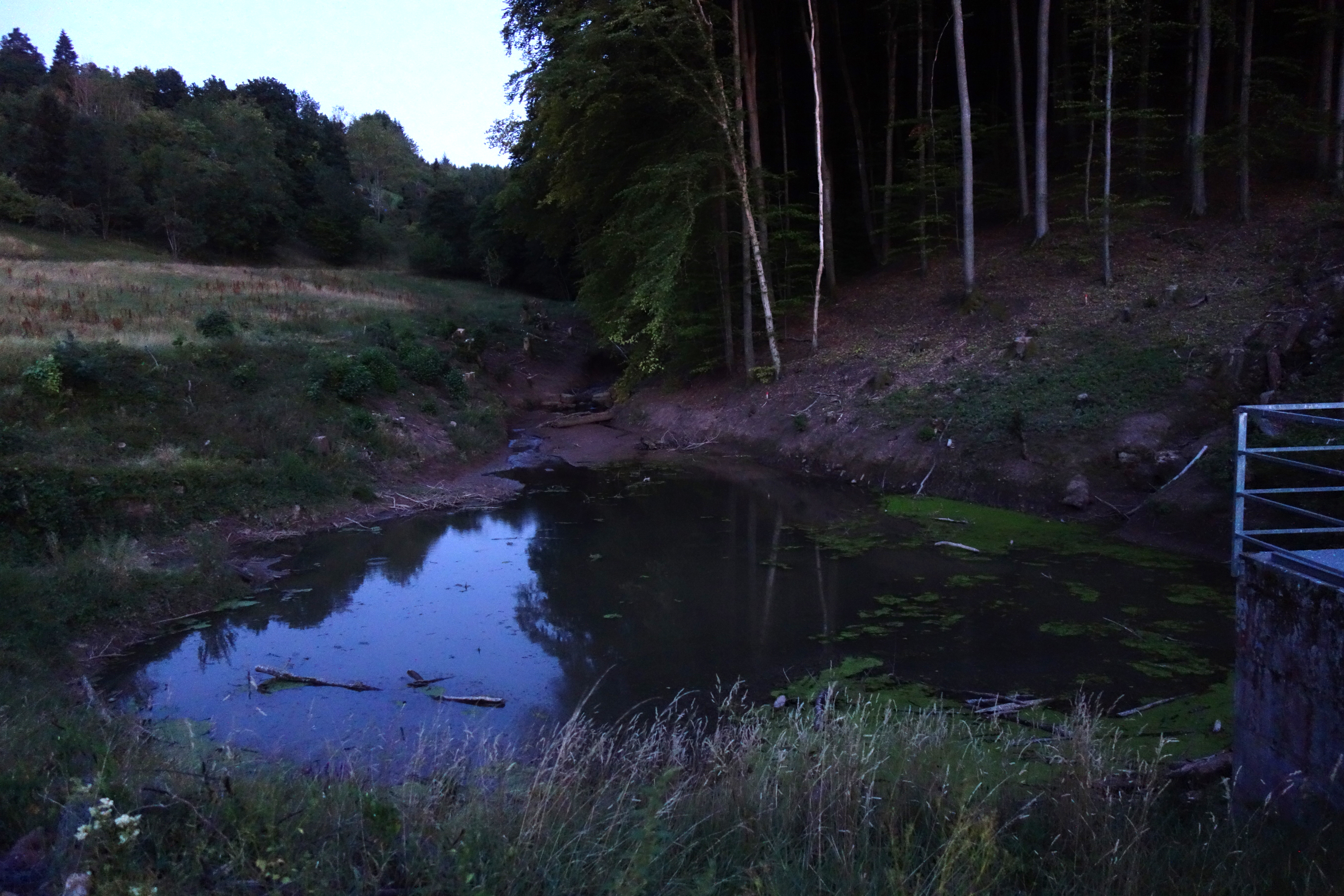
Überlaufbereich in der Nähe des Freibads
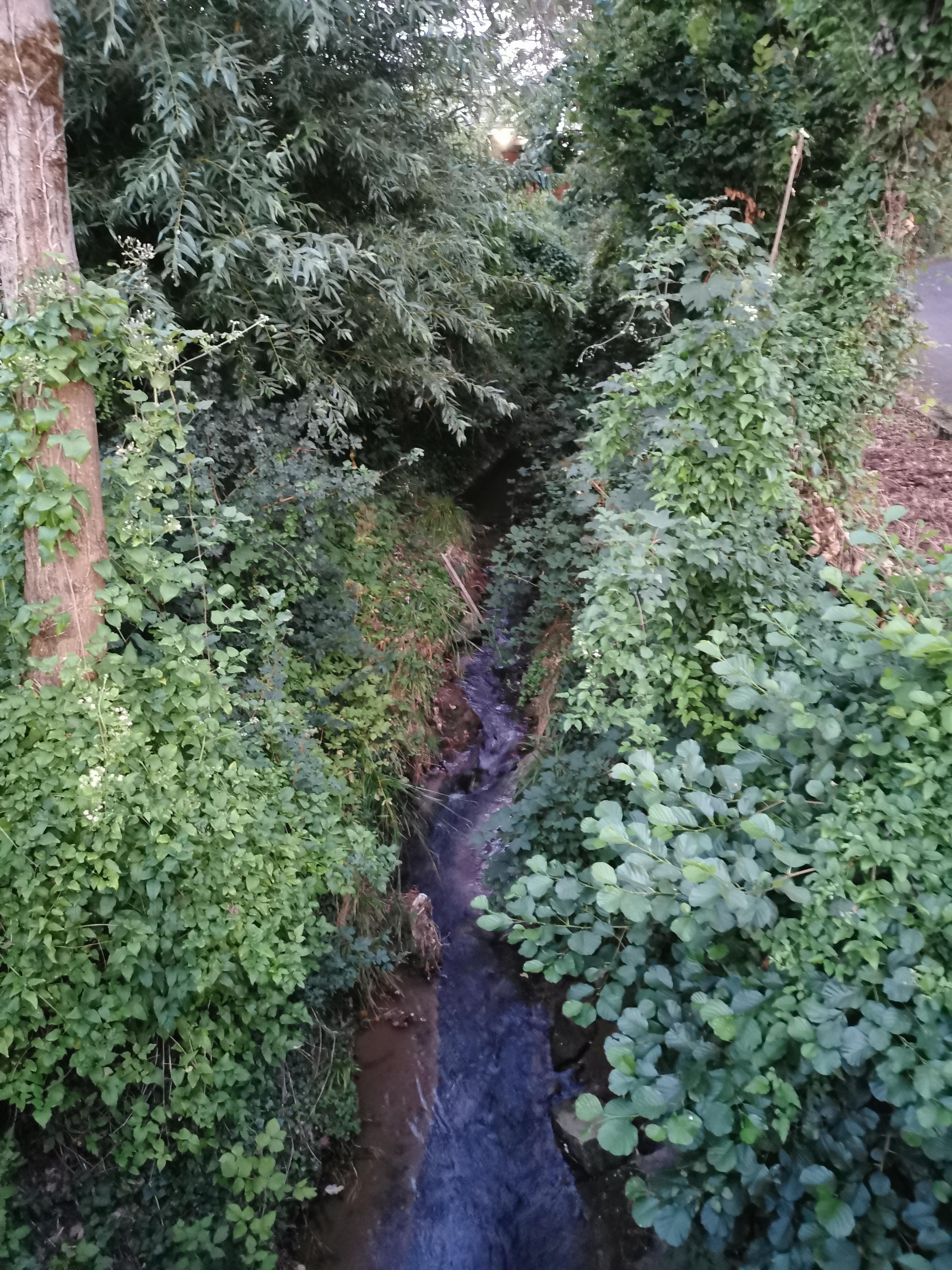
Innerorts am Industriegebiet
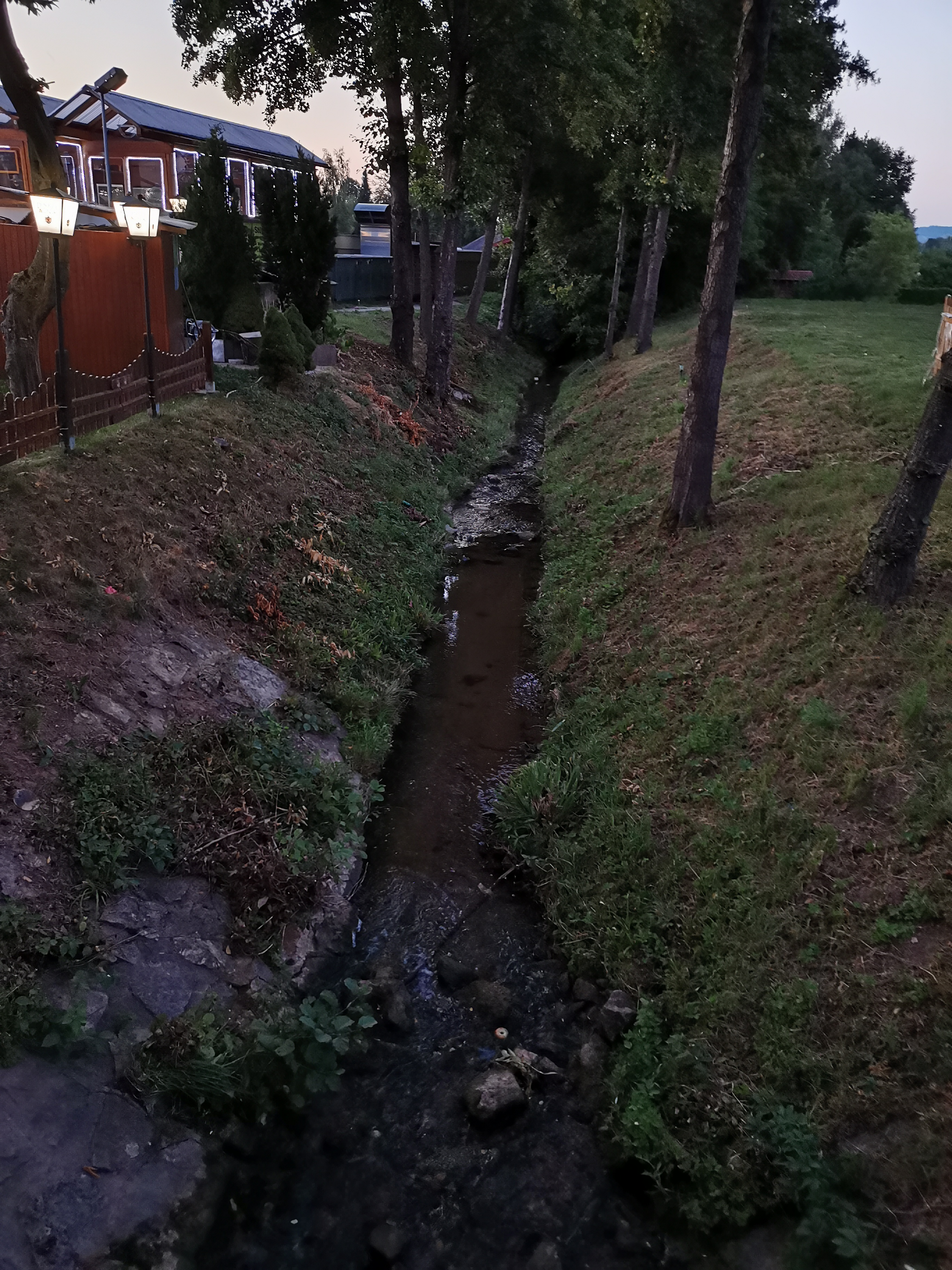
Am Ortsrand beim Sportplatz
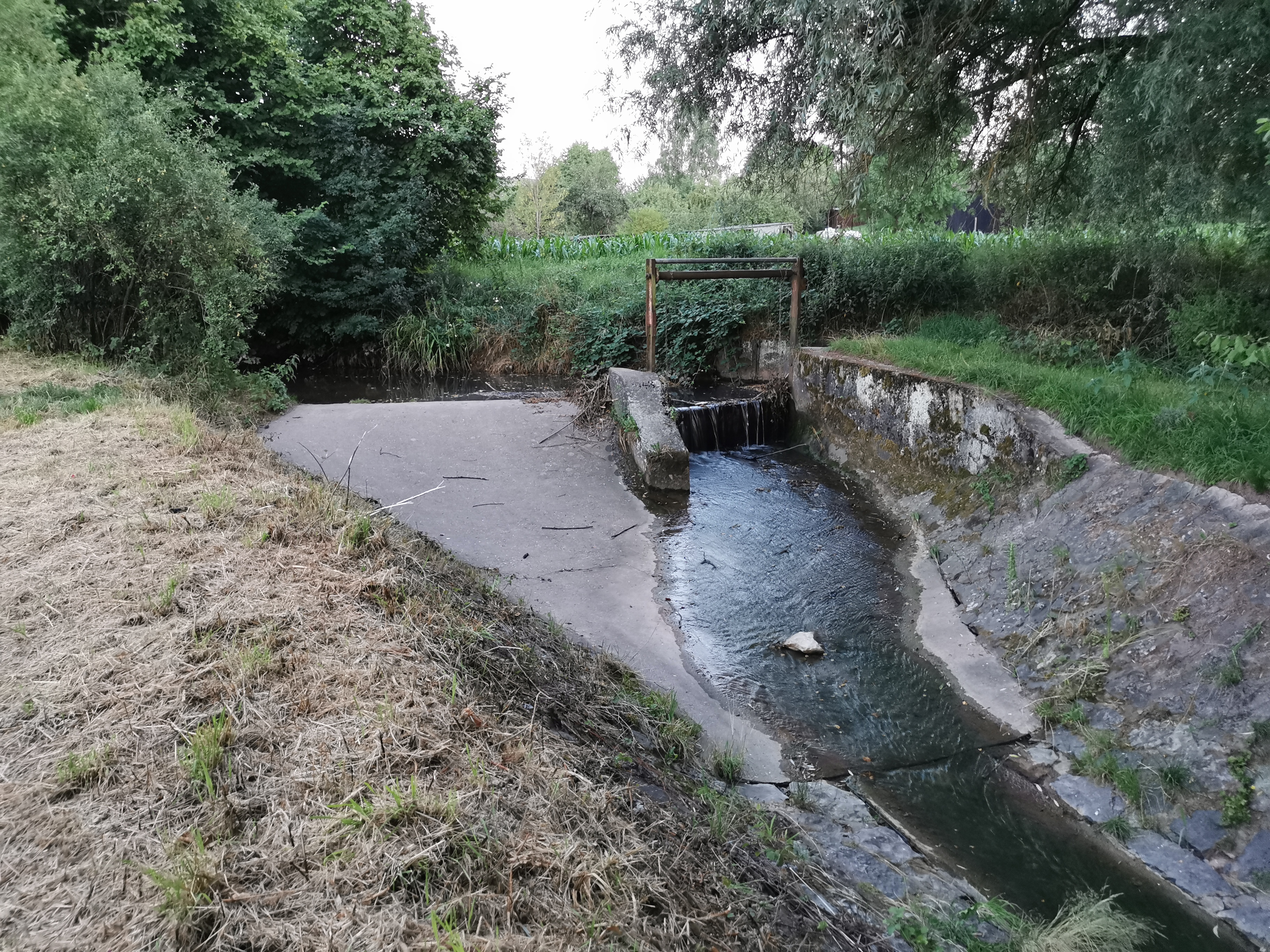
Nordöstlich der Stettener Kläranlage

### Weiterer Verlauf
Der Haldenbach fließt anfangs in Zuflussrichtung des Strümpfelbachs nach Nordwesten, wendet sich aber schnell auf Nordostlauf und unterquert noch vor der Ortsgrenze von Endersbach die aus dem Strümpfelbachtal kommende L 1201. In Endersbach mündet von rechts ein mit 2,2 km recht langer rechter Mühlbach, der vom untersten Strümpfelbach abzweigt; natürliche Zuflüsse hat der Haldenbach selbst, anders als seine beiden Oberläufe, keine. Innerorts fließt er seit 1965 größtenteils verdolt. Am Ende der Strümpfelbacher Straße unterquert er unterirdisch das Haldenbach-Viadukt der Bahnstrecke Waiblingen–Schwäbisch Hall-Hessental. Zuletzt ändert er seine Laufrichtung im Industriegebiet im Norden von Endersbach für weniger als einen halben Kilometer auf Nordwest, unterquert dort die autobahnartig ausgebaute B 29 und mündet dann zwischen den Gebäuden um die Gewerbestraße An der Rems rechts und einem übriggebliebenen Streifen Ackerflur links auf 223,3 m ü. NHN von links in die Rems; gegenüber steht die einzige rechtsremsische Siedlung von Endersbach um die Remssstraße.
Der Haldenbach mündet 2,8 km unterhalb des Zusammenflusses seiner Oberläufe nach mittlerem Sohlgefälle von 8 ‰ auf diesem flachen Abschnitt etwa 23 Höhenmeter tiefer in die Rems. Auf dem Hauptstrang mitsamt dem Stettener Haldenbach ist er 11,1 km lang, hat ein mittleres Sohlgefälle von 21 ‰ und ein Gesamtgefälle von etwa 238 Höhenmetern.

Haldenbach
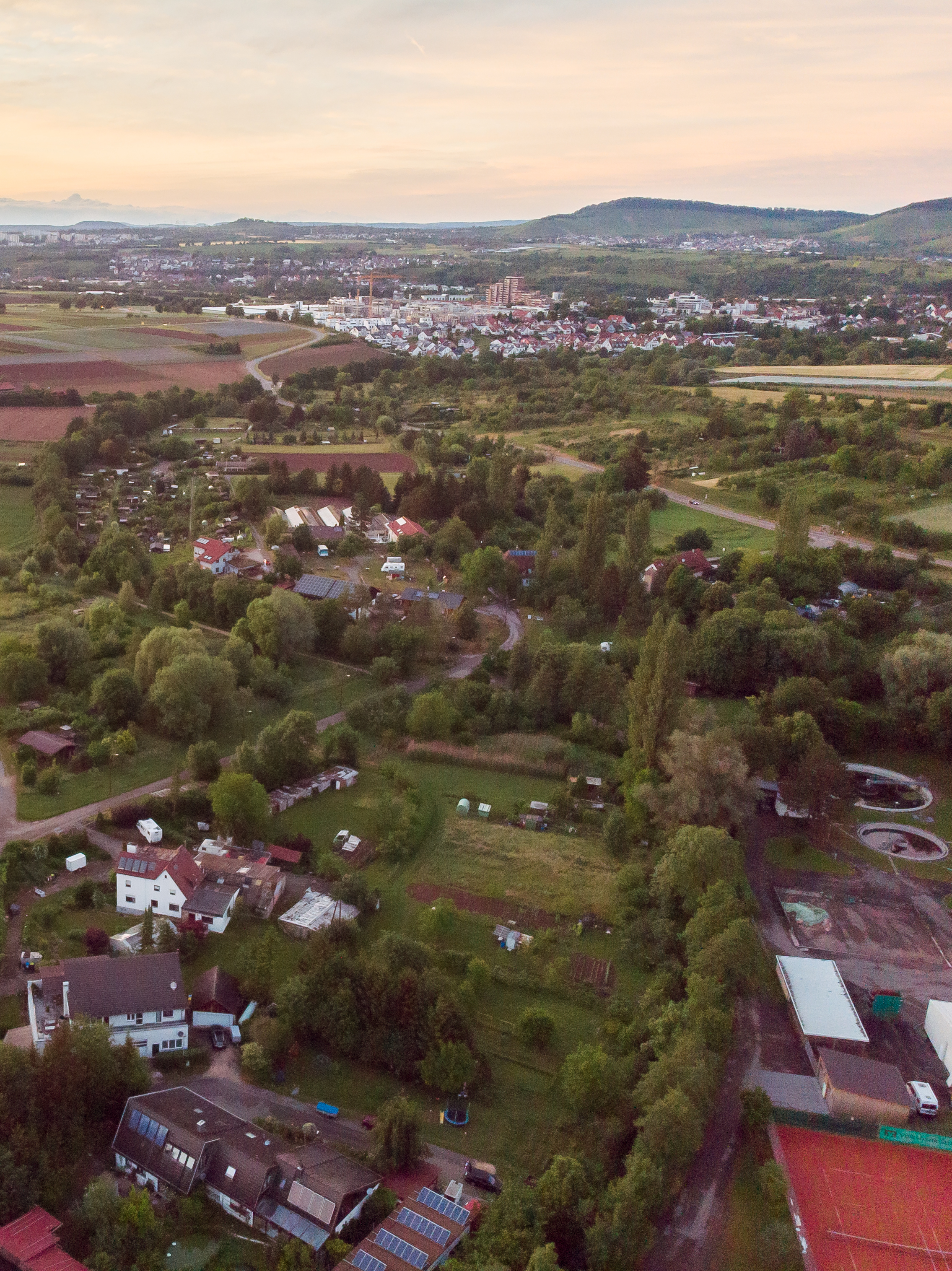
Zusammenfluss der Bäche und Verlauf des Haldenbachs
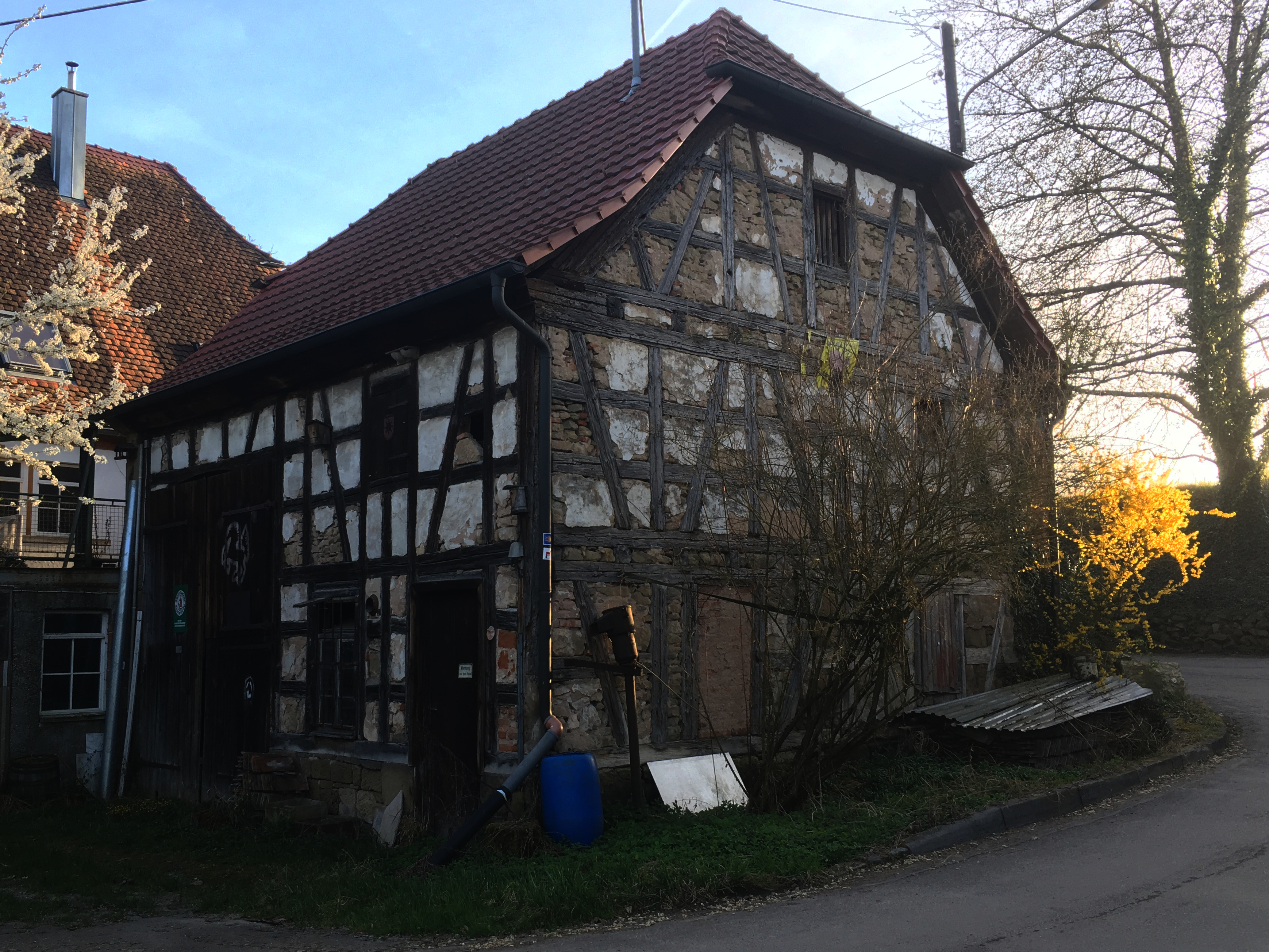
Seemühle in Stetten
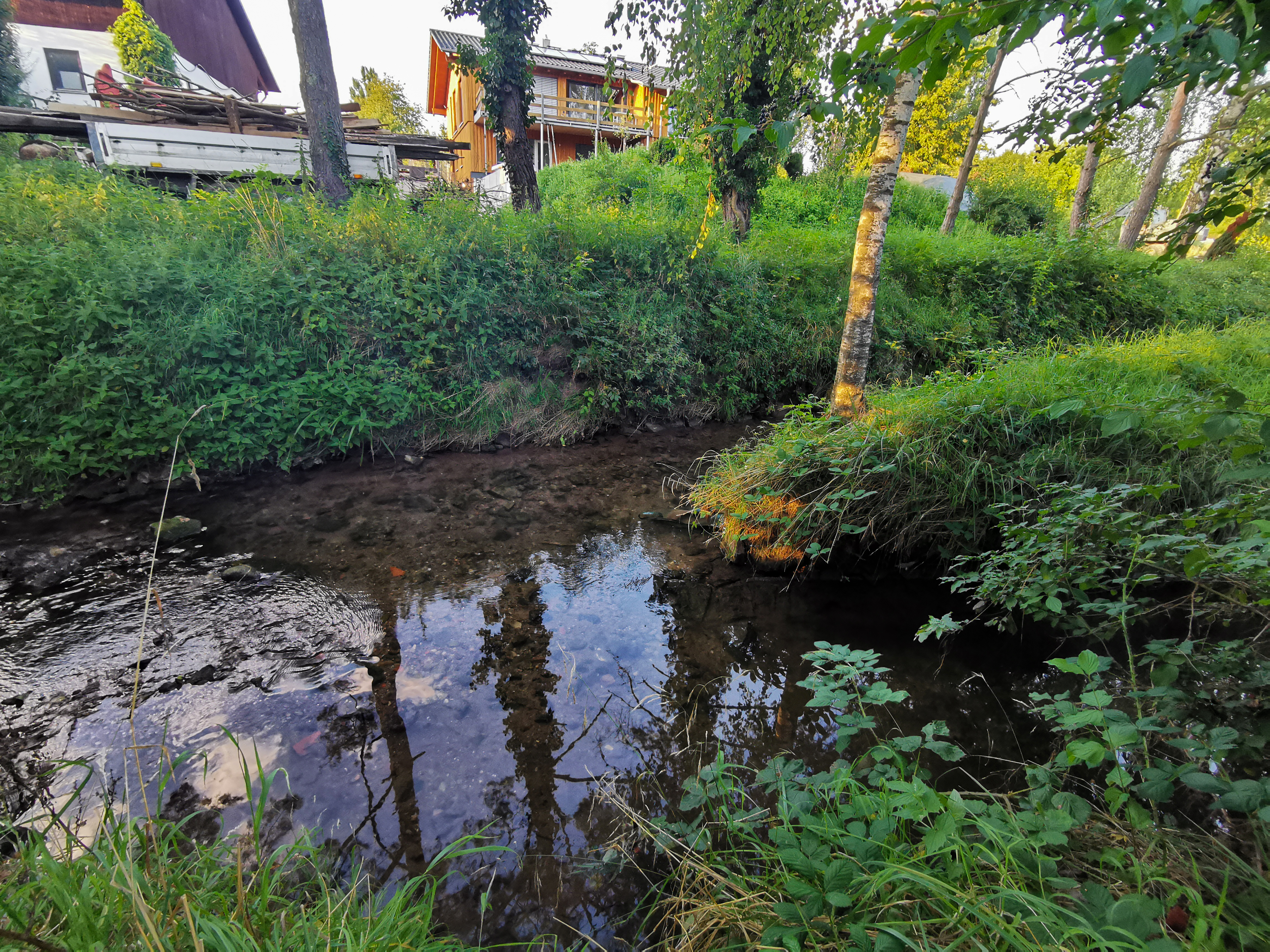
Zusammenfluss von Stettener Haldenbach und Strümpfelbach
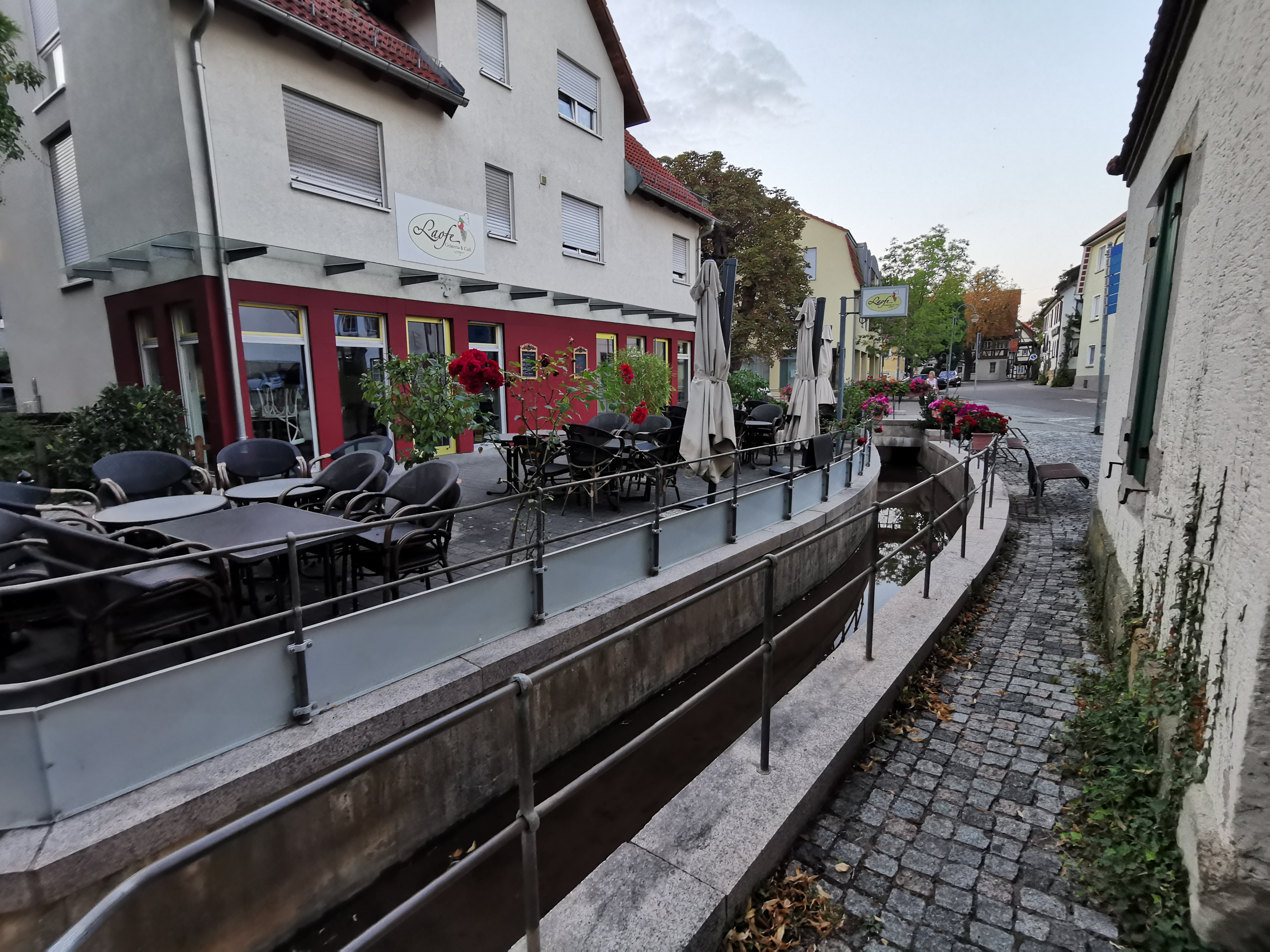
Mühlkanal bei der Eisdiele in Endersbach
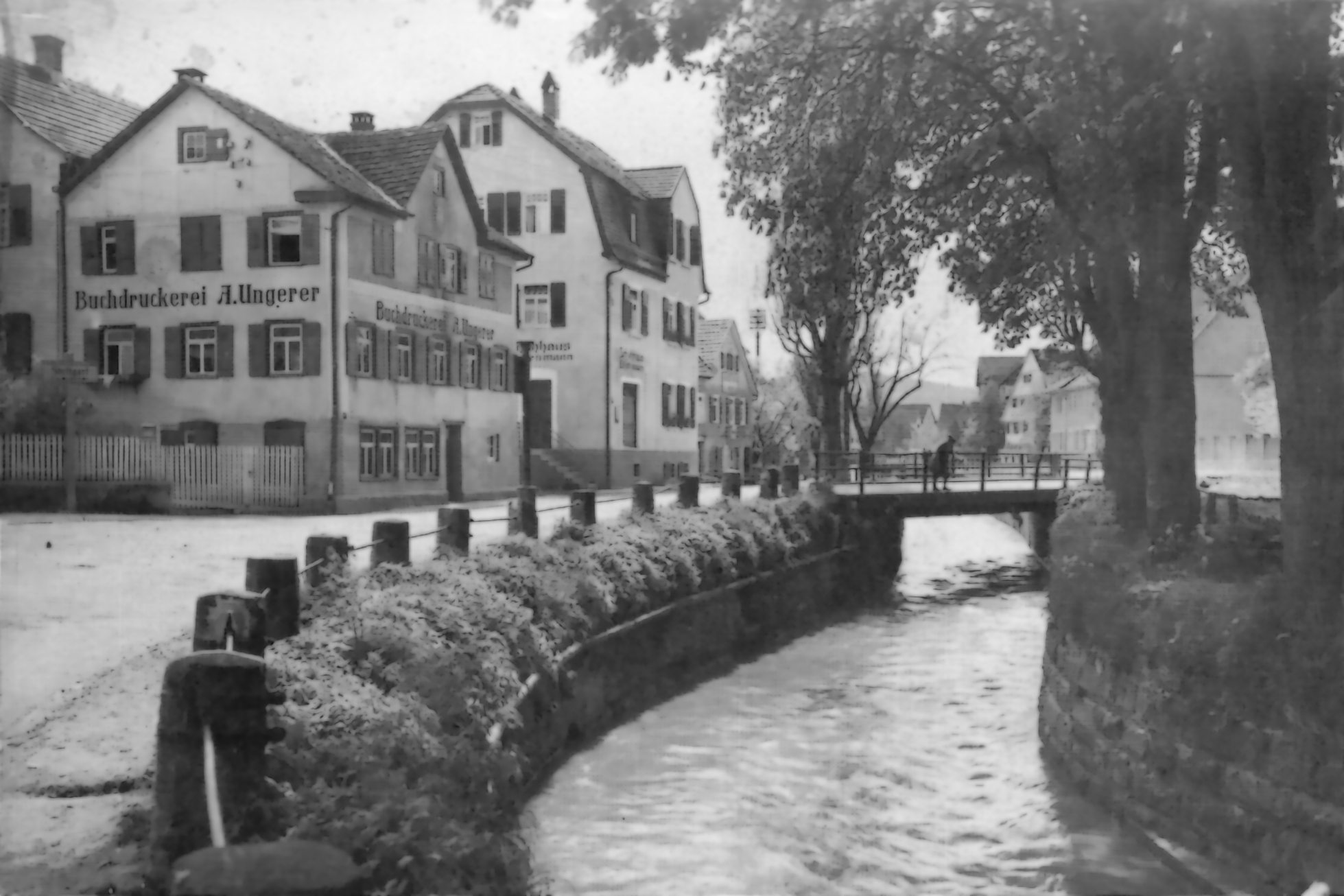
Damals noch unverdolter Abschnitt des Haldenbachs in Endersbach Ende der 1920er Jahre
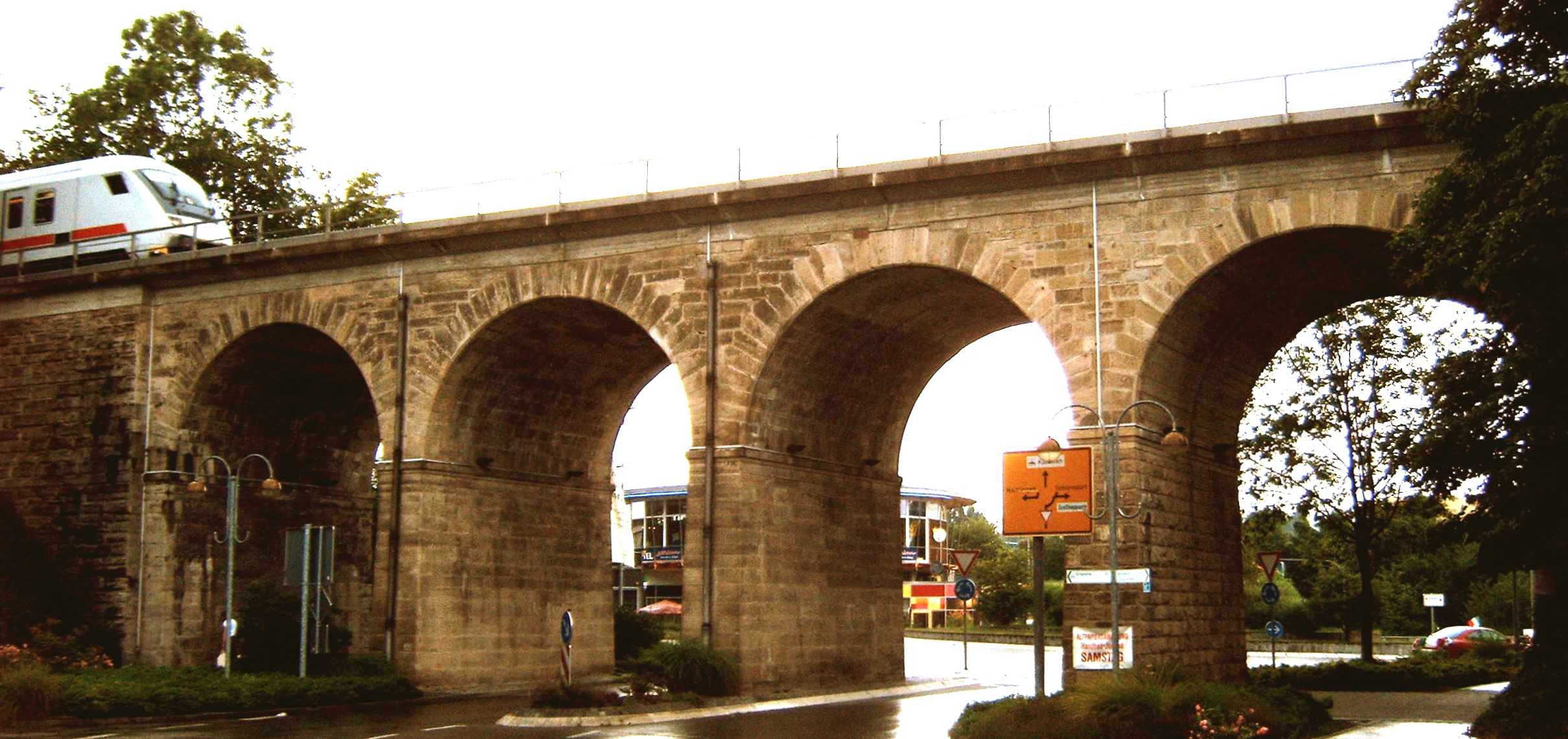
Rundbogen-Viadukt der Remsbahn über den verdolten Haldenbach
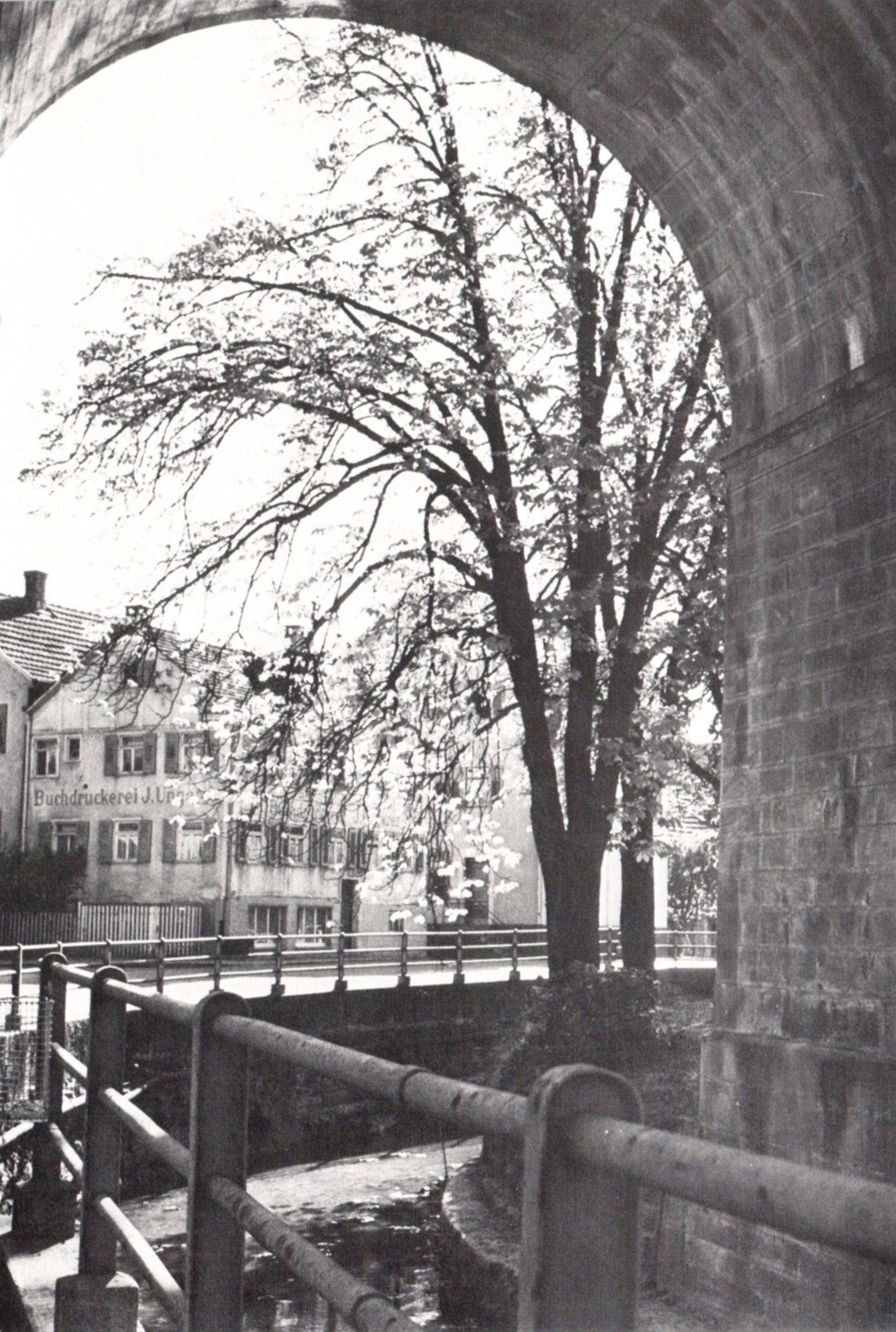
Historische Ansicht des unverdolten Bachs unter dem Viadukt
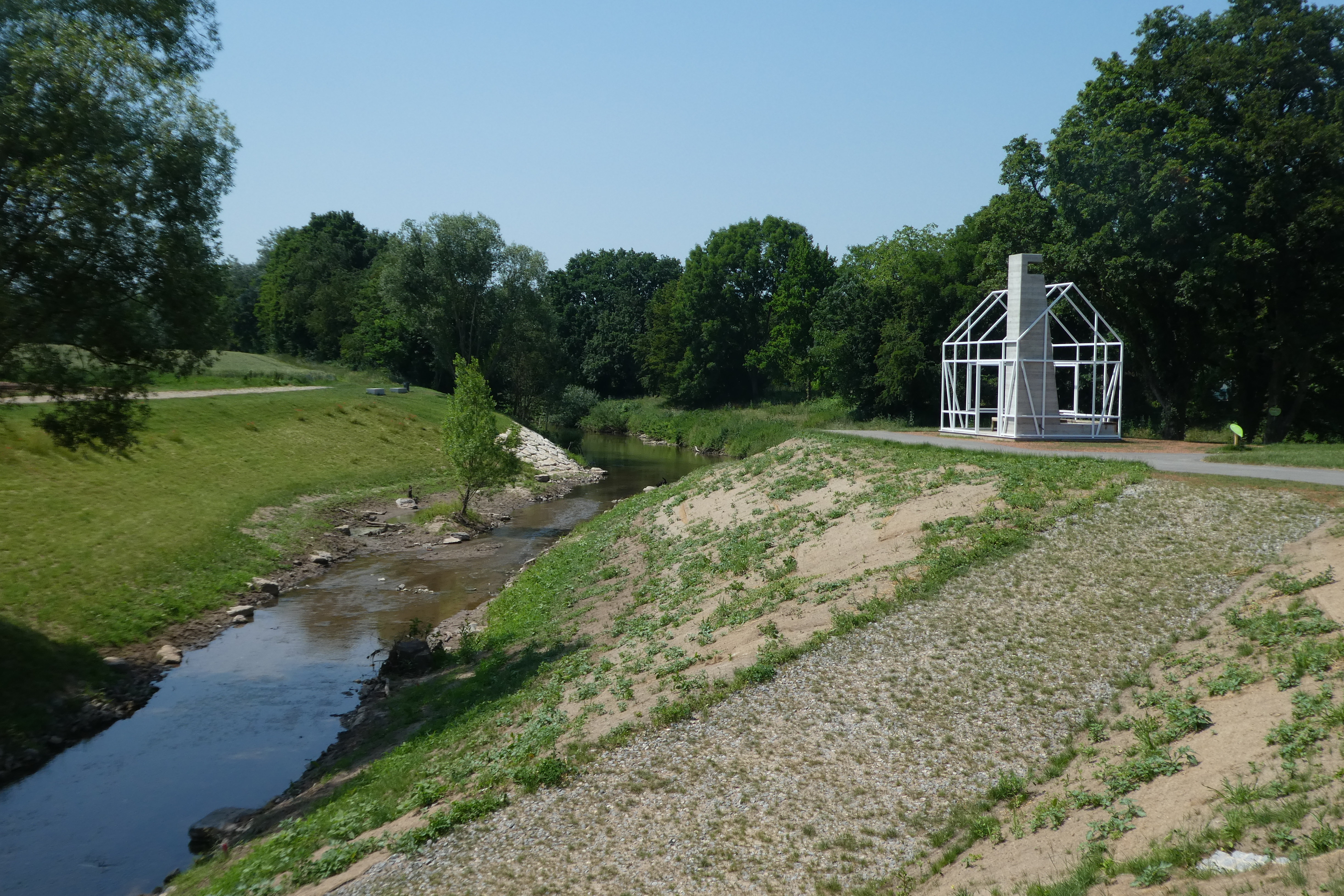
Mündung des Haldenbachs in die Rems

### Zuflüsse
Hierarchische Liste der Zuflüsse, jeweils von der Quelle zur Mündung. Auswahl.
- Stettener Haldenbach, auch Stettener Bach, linker Oberlauf, 8,3 km und 12,8 km²
  - Abfluss des Eichensees, von rechts, ca. 0,7 km
  - Mönchswiesenbach, von links, 1,3 km
  - Schalzberger Bächle, von links, 0,7 km
  - Gehrnwiesenbach, von links am Südrand von Kernen aus der Stäudlesklinge, 1,8 km und 0,9 km²
  - Hardtwiesenbach, von links in Kernen, 1,1 km und 1,1 km²
- Strümpfelbach, rechter Oberlauf, 5,9 km und 9,3 km²
  - Schachengraben, von rechts, 0,5 km
  - Hüttenbach, von links in Strümpfelbach, 1,5 km
  - Preißgraben, von rechts, 0,4 km
  - unbenannter Bach (Mündung nordwestlich des Sportplatzes), 0,5 km
  - → (Abgang des Mühlbachs), nach links kurz vor dem Zusammenfluss mit dem Stettener Haldenbach; kreuzt bald danach den Strümpfelbach nach rechts
- Mühlbach, von rechts in Endersbach, 2,2 km

## Schutzgebiete/Naturdenkmale
- Am linken Hauptstrang-Oberlauf liegt das 49,6 ha große Naturschutzgebiet Stettener Bach. Somit liegt ein großer Teil des Oberlaufs in einem Naturschutzgebiet.
- Nahe dem Oberlauf liegt auch das Naturdenkmal Sumpfgebiet am Haldenbach.
- Am rechten Oberlauf, dem Strümpfelbach, liegt das Naturdenkmal Lauf des Strümpfelbaches mit Wasserfall und Feuchtwiese.
- Am Zulauf Hüttenbach des Strümpfelbachs befinden sich die beiden Naturdenkmale Tiefe Klingen beim Säuplatz und Stieleiche mit Quelle und Bachlauf.

Schutzgebiete und Naturdenkmäler
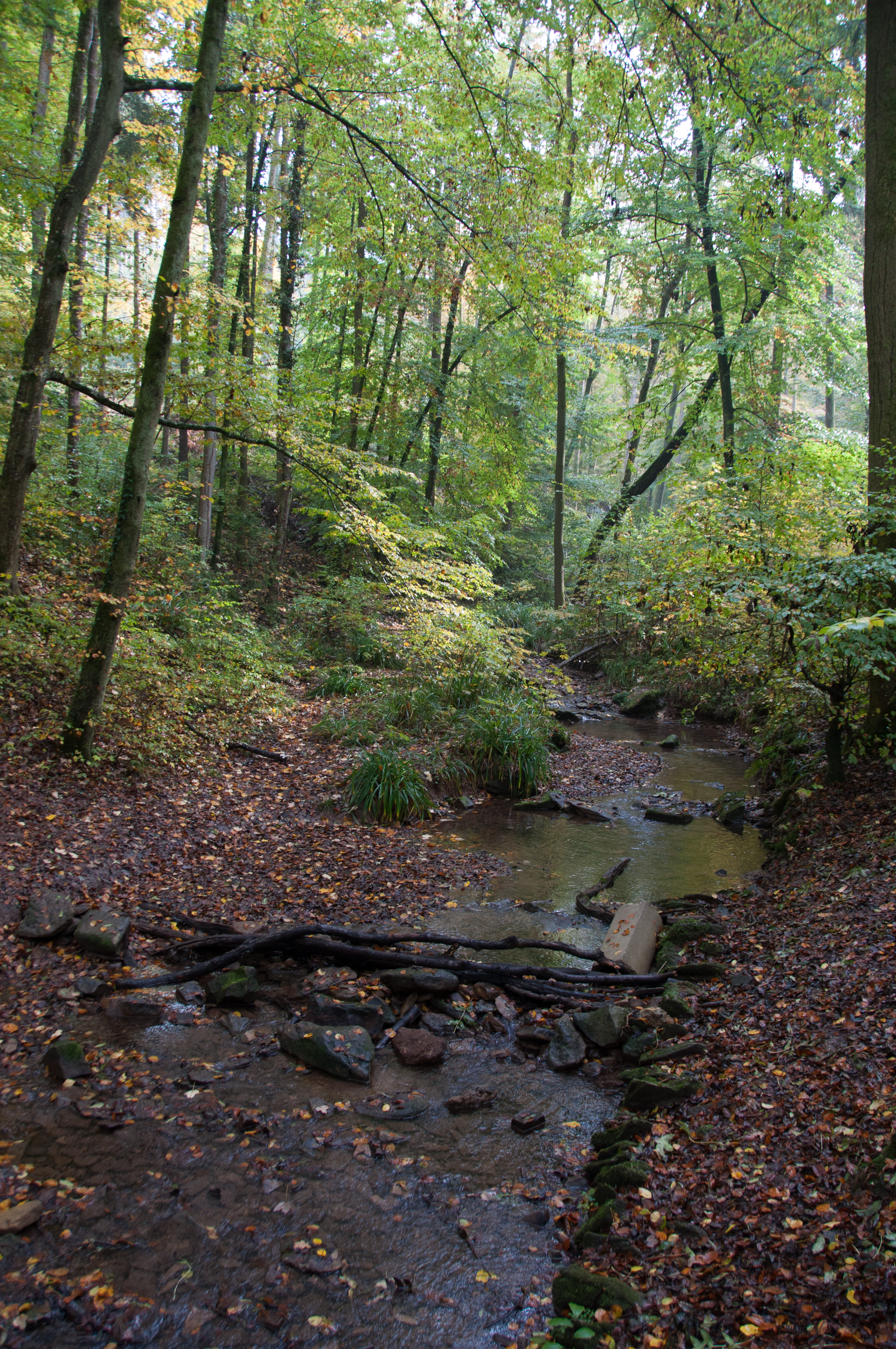
Naturschutzgebiet Stettener Bach
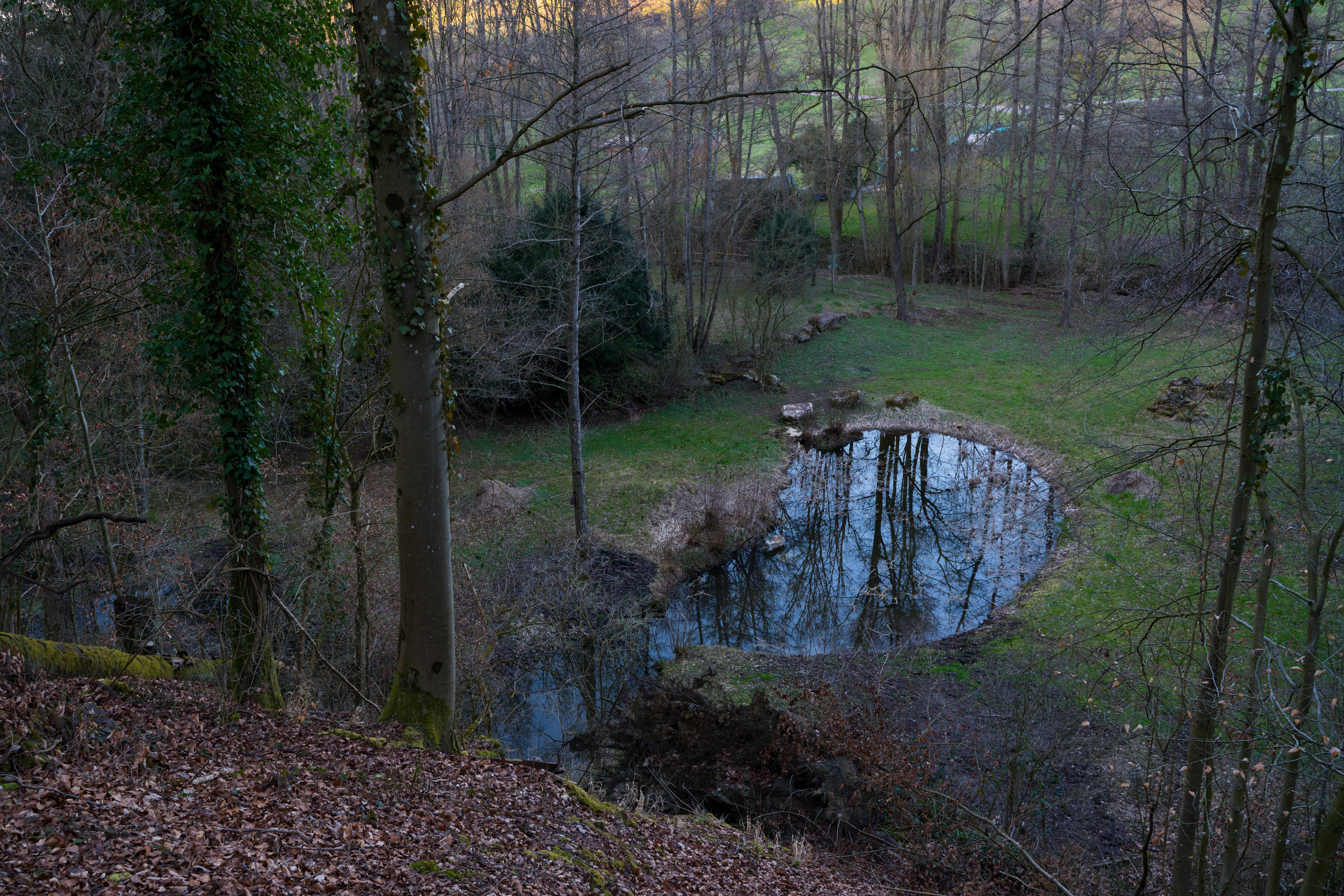
Sumpfgebiet am Haldenbach ⊙
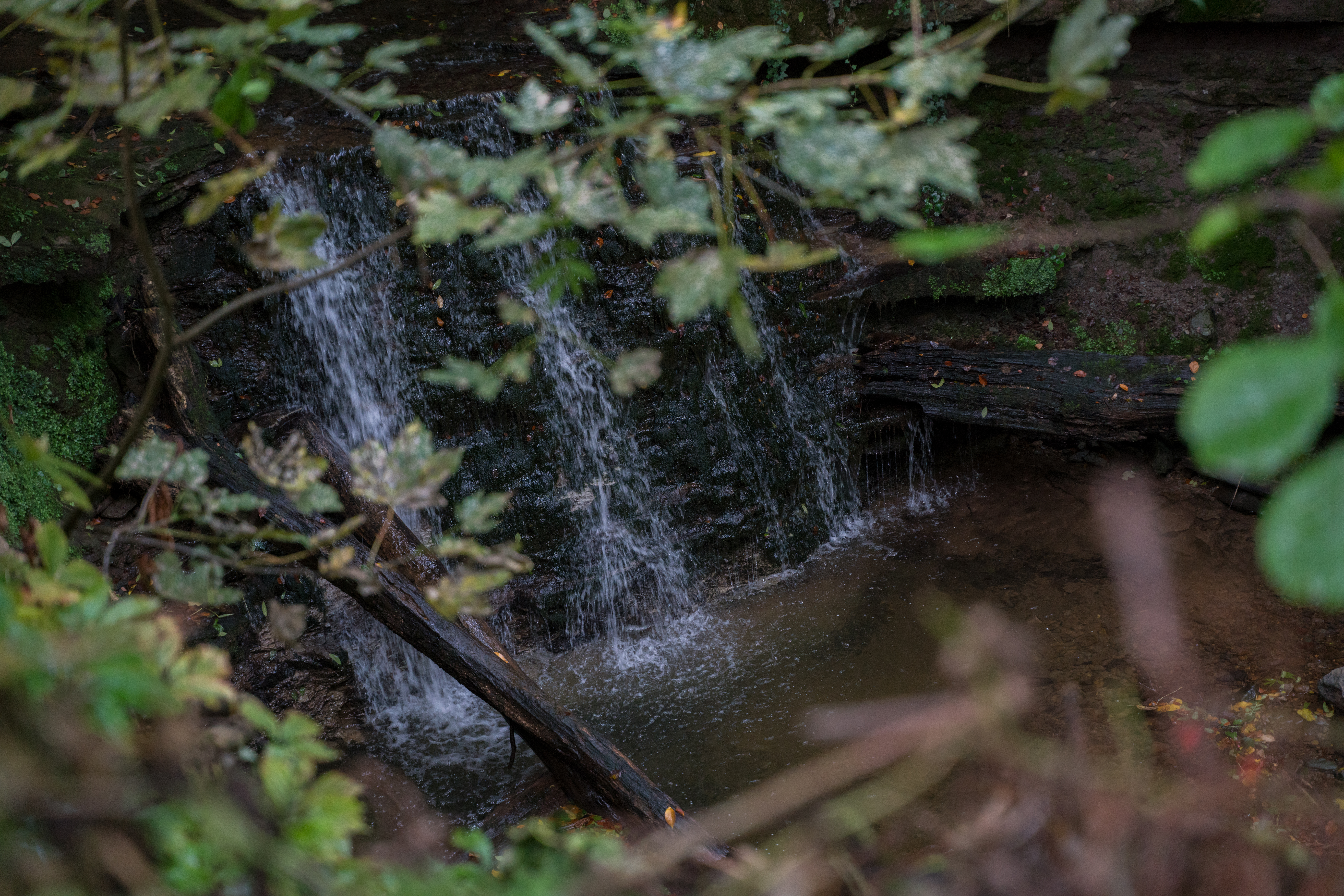
Lauf des Strümpfelbaches mit Wasserfall und Feuchtwiese ⊙
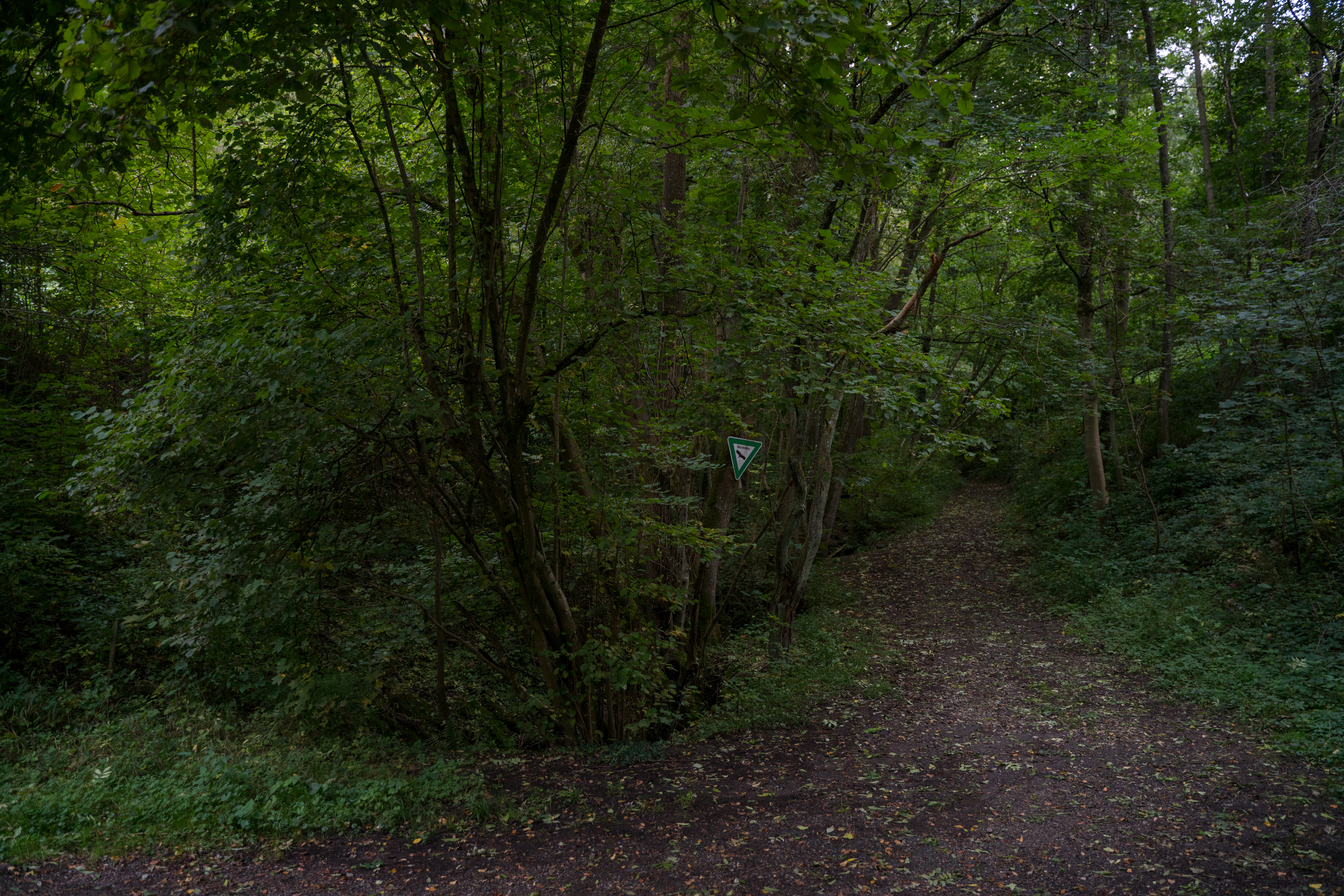
Tiefe Klingen beim Säuplatz ⊙
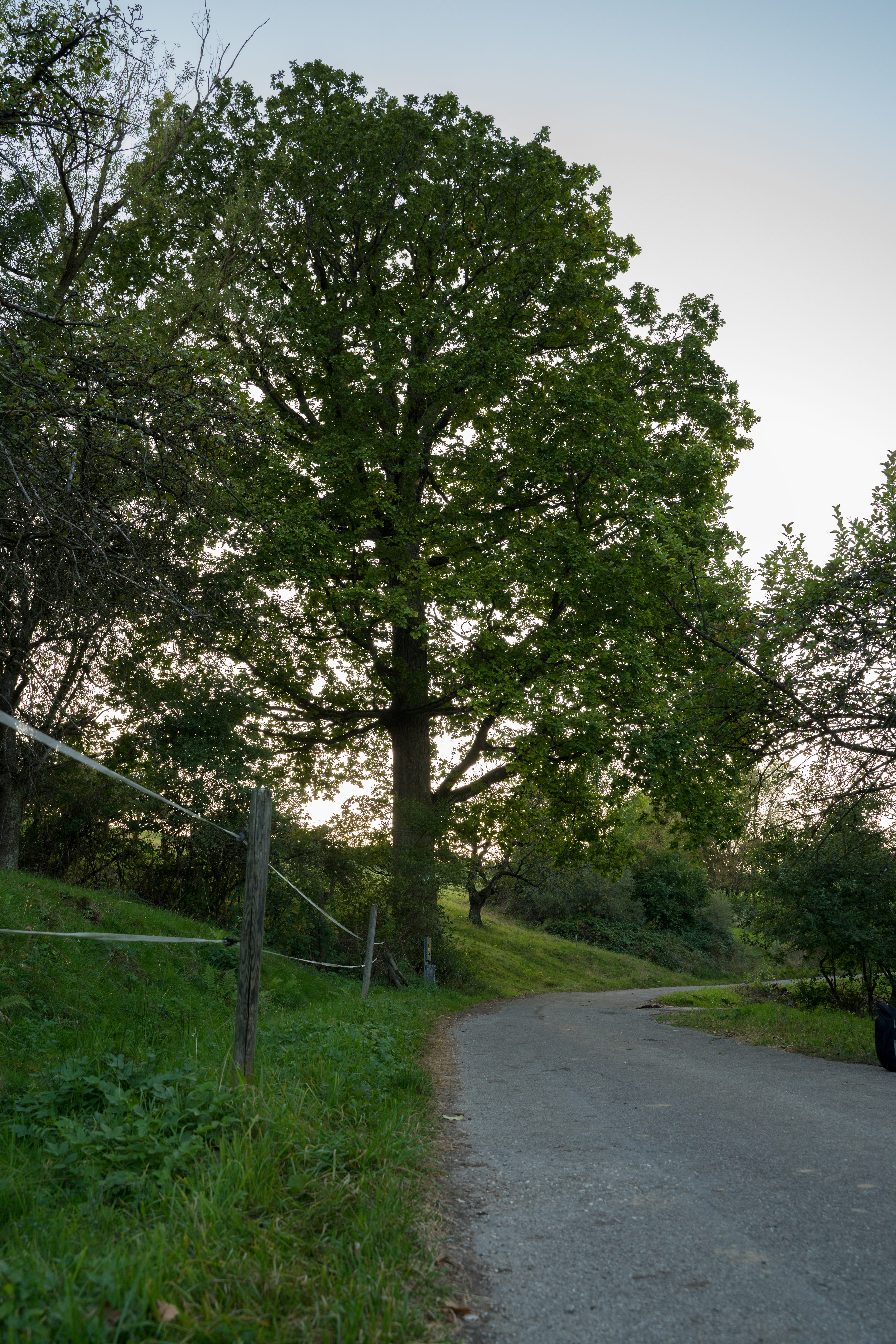
Stieleiche mit Quelle und Bachlauf ⊙

## Geschichte
Am Oberlauf oberhalb des Dorfes im Wald wurde der (Stettener) Haldenbach früher „Ettenfirstbach“ oder „Stettener Bach“ genannt, in Stetten dann immer „Alter Bach“. Daraus wurde aufgrund eines Fehlers bei der Württembergischen Landesvermessung 1824 der Name „Haldenbach“, da er zwischen Obst- und Weinhalden entlangläuft. Flussabwärts von Stetten wurde der Haldenbach früher auch als „Grundelbach“ bezeichnet.
In Stetten, zwischen dem Haldenbachursprung und der Seemühle, gab es früher zwölf künstlich angelegte Seen, die der Wasserregulierung, der Holztrift oder der Fischzucht dienten; heute sind sie alle verschwunden.